# Bobigny
Cet article possède des paronymes, voir Aubigny et Bovigny.
Pour l’article ayant un titre homophone, voir Baubigny.
Bobigny est une commune française située dans le département de la Seine-Saint-Denis, dont elle est la préfecture, en région Île-de-France. Ses habitants sont appelés les Balbyniens.
Bobigny est la onzième commune de Seine-Saint-Denis par sa population : 55 270 habitants au dernier recensement en 2022.

## Géographie

### Localisation
Bobigny est une commune de la banlieue nord-est de Paris, de la plaine des Vertus, située à trois kilomètres des portes de Paris, sur la rive nord du canal de l'Ourcq.

### Communes limitrophes
La ville est entourée des communes de :
- au nord, Drancy ;
- au nord-ouest, La Courneuve ;
- à l'ouest, Pantin ;
- au sud, Romainville et Noisy-le-Sec ;
- à l'est, Bondy.

| La Courneuve | Drancy                      | Drancy       |
| Pantin       | Bobigny                     | Bondy        |
| Pantin       | Noisy-le-Sec et Romainville | Noisy-le-Sec |

### Géologie et relief
La superficie de la commune est de 6,77 km2 ; son altitude varie de 39  à   57 mètres. 
La ville s'établit dans une plaine à une altitude moyenne de 55 mètres.

### Hydrographie

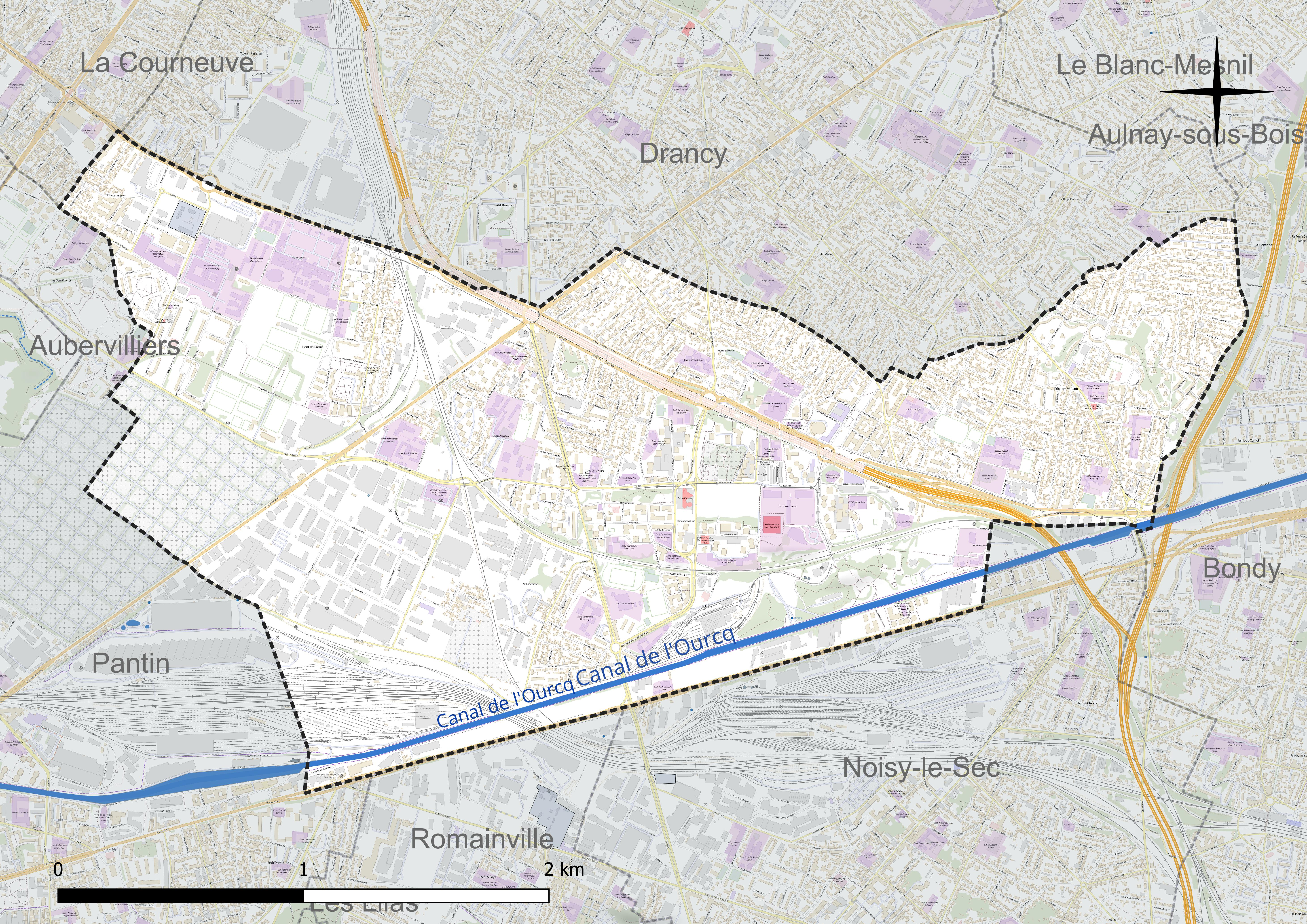
Carte hydrographique de la commune.

La commune est tangentée au sud par le canal de l'Ourcq.

### Climat
Pour des articles plus généraux, voir Climat de l'Île-de-France et Climat de la Seine-Saint-Denis.
En 2010, le climat de la commune est de type climat océanique dégradé des plaines du Centre et du Nord, selon une étude du CNRS s'appuyant sur une série de données couvrant la période 1971-2000. En 2020, Météo-France publie une typologie des climats de la France métropolitaine dans laquelle la commune est exposée à un climat océanique altéré et est dans la région climatique Sud-ouest du bassin Parisien, caractérisée par une faible pluviométrie, notamment au printemps (120 à 150 mm) et un hiver froid (3,5 °C).
Pour la période 1971-2000, la température annuelle moyenne est de 12,4 °C, avec une amplitude thermique annuelle de 15,5 °C. Le cumul annuel moyen de précipitations est de 640 mm, avec 10,5 jours de précipitations en janvier et 7,6 jours en juillet. Pour la période 1991-2020, la température moyenne annuelle observée par la station météorologique la plus proche, située à Paris, à 9 km à vol d'oiseau, est de 13,3 °C et le cumul annuel moyen de précipitations est de 667,4 mm,. Pour l'avenir, les paramètres climatiques de la commune estimés pour 2050 selon différents scénarios d'émission de gaz à effet de serre sont consultables sur un site dédié publié par Météo-France en novembre 2022.

## Urbanisme

### Typologie
Bobigny est une commune urbaine, car elle fait partie des communes denses ou de densité intermédiaire, au sens de la grille communale de densité de l'Insee,,,.
Elle appartient à l'unité urbaine de Paris, une agglomération inter-départementale regroupant 411 communes et 10 785 092 habitants en 2017, dont elle est une commune de la banlieue,.
Par ailleurs la commune fait partie de l'aire d'attraction de Paris, dont elle est une commune du pôle principal. Cette aire regroupe 1 929 communes,.

### Occupation des sols

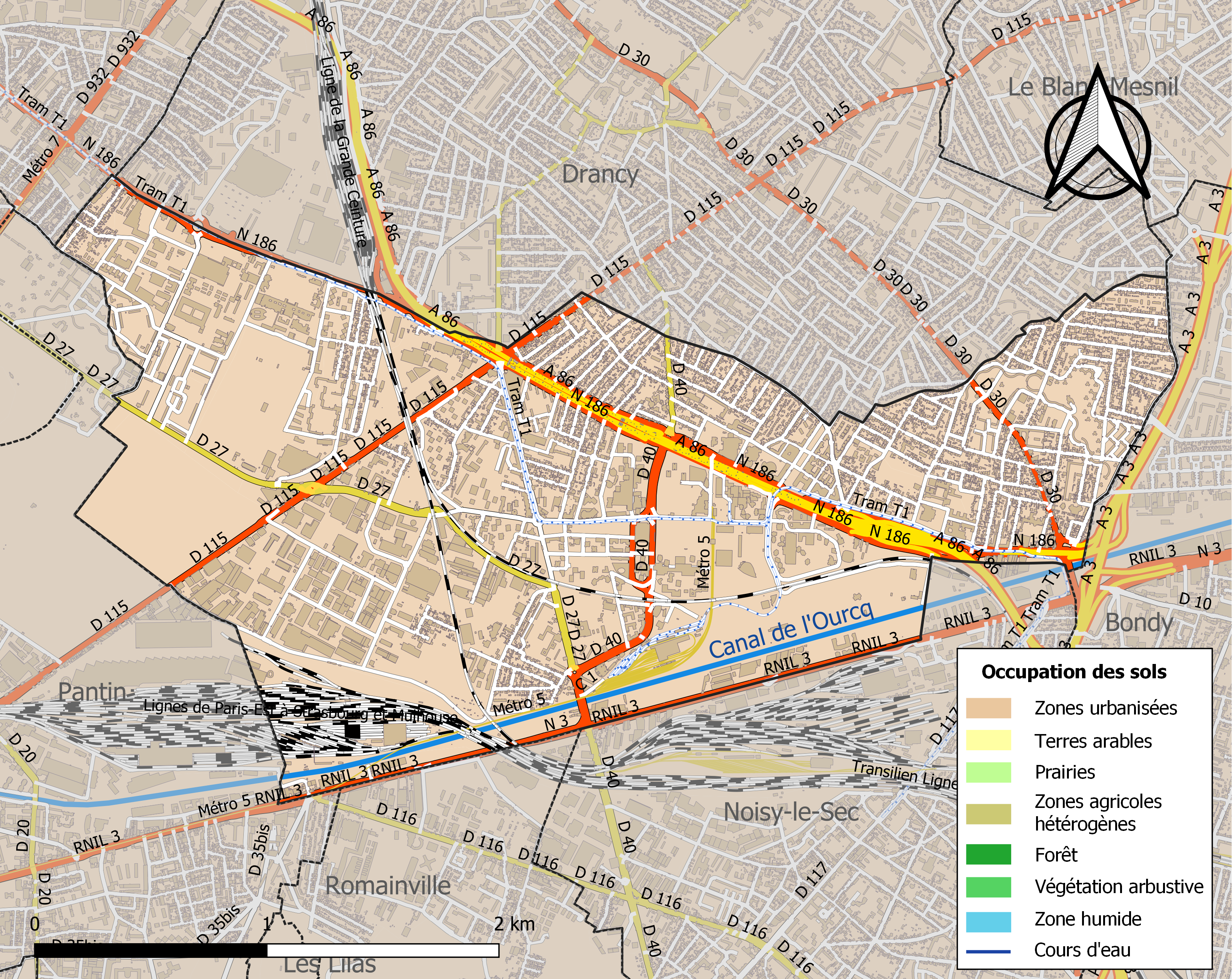
Carte des infrastructures et de l'occupation des sols de la commune en 2018 (CLC).

### Morphologie urbaine

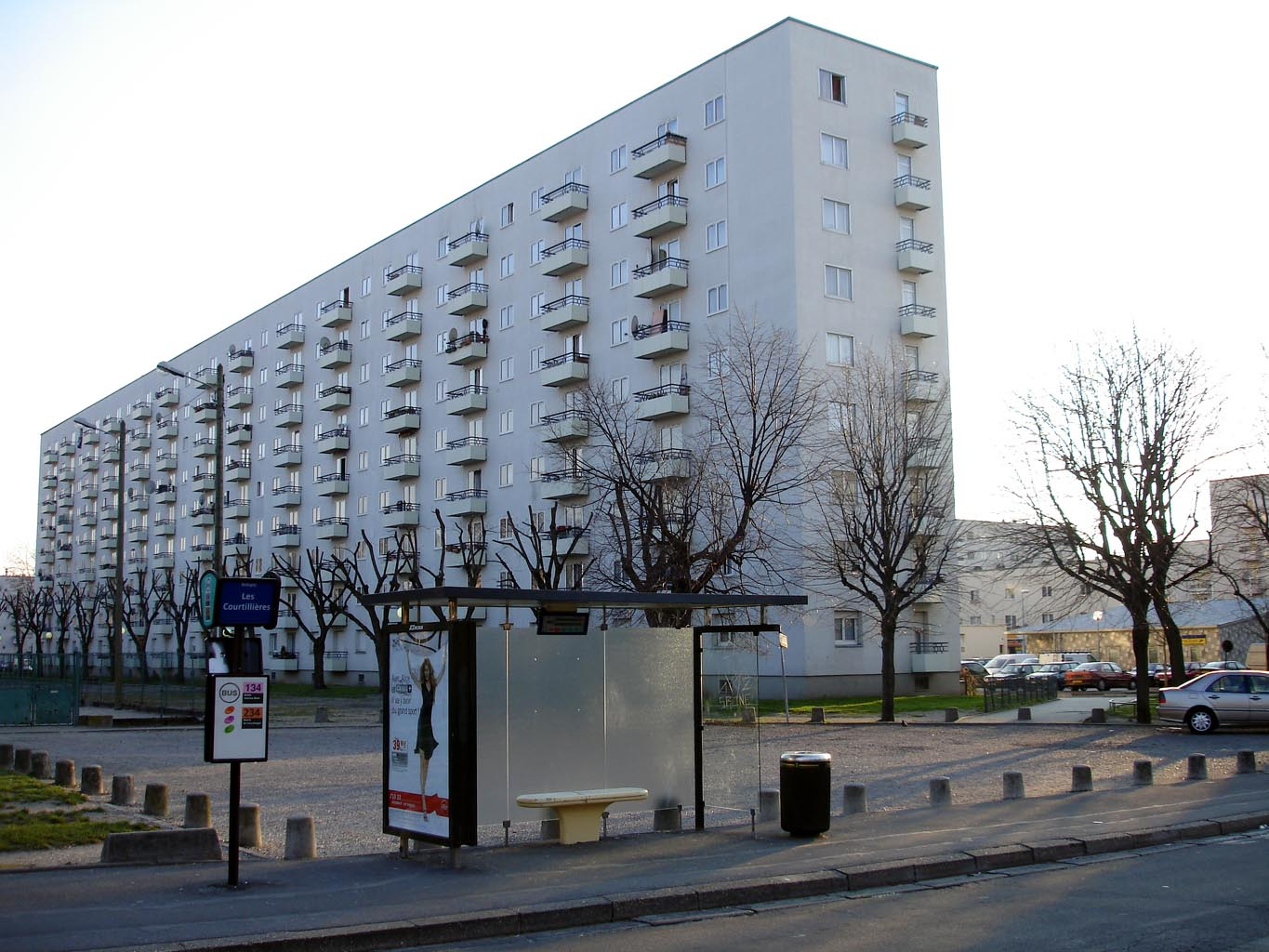
Bobigny accueille de nombreux grands ensembles.
Ici, la cité du Pont de Pierre.

Le sud et l'ouest de la commune sont essentiellement occupés par des zones d'activité économique, le centre-ville est constitué d'un habitat collectif dense (tours d'habitation) entourant des équipements collectifs (mairie, préfecture) et le nord et nord-est de la ville (limitrophe de Drancy) conservent un habitat de type pavillonnaire ancien, édifié au début du XXe siècle.
La ville de Bobigny comprend huit quartiers de grande taille, dont la moitié sont répertoriés en tant que quartier prioritaire, :
- Pierre Semard - zone pavillonnaire, tribunal
- L’abreuvoir/Estienne d'Orves - grand ensemble HLM et pavillonnaire
- Jean Rostand - zone résidentielle
- Les Courtilières (Bobigny/Pantin) - grand ensemble HLM
- Centre Ville "Les Dalles" (Karl Marx, Paul Éluard, Chemin vert, Hector Berlioz) - grand ensemble HLM
- Les Vignes - zone industrielle
- La Folie - quartier HLM et résidentiel
- Pont de Pierre - quartier HLM

### Habitat et logement
En 2021, le nombre total de logements dans la commune était de 20 601, alors qu'il était de 19 321 en 2016 et de 17 118 en 2011. 
Parmi ces logements, 94,4 % étaient des résidences principales, 0,8 % des résidences secondaires et 4,8 % des logements vacants. Ces logements étaient pour 17,7 % d'entre eux des maisons individuelles et pour 75,3 % des appartements. 
Le tableau ci-dessous présente la typologie des logements à Bobigny en 2021 en comparaison avec celle de la Seine-Saint-Denis et de la France entière. Une caractéristique marquante du parc de logements est ainsi la faible proportion des résidences secondaires et logements occasionnels (0,8 %) par rapport au département (1,3 %) et à la France entière (9,7 %). 
| Typologie                                               | Bobigny | Seine-Saint-Denis | France entière |
| ------------------------------------------------------- | ------- | ----------------- | -------------- |
| Résidences principales (en %)                           | 94,4    | 92,6              | 82,2           |
| Résidences secondaires et logements occasionnels (en %) | 0,8     | 1,3               | 9,7            |
| Logements vacants (en %)                                | 4,8     | 6,1               | 8,1            |

La ville respecte les obligations qui lui sont faites par l'article 55 de la loi SRU de disposer d'au moins 25 % de son parc de résidences principales constituées de logements sociaux

### Voies de communication et transports

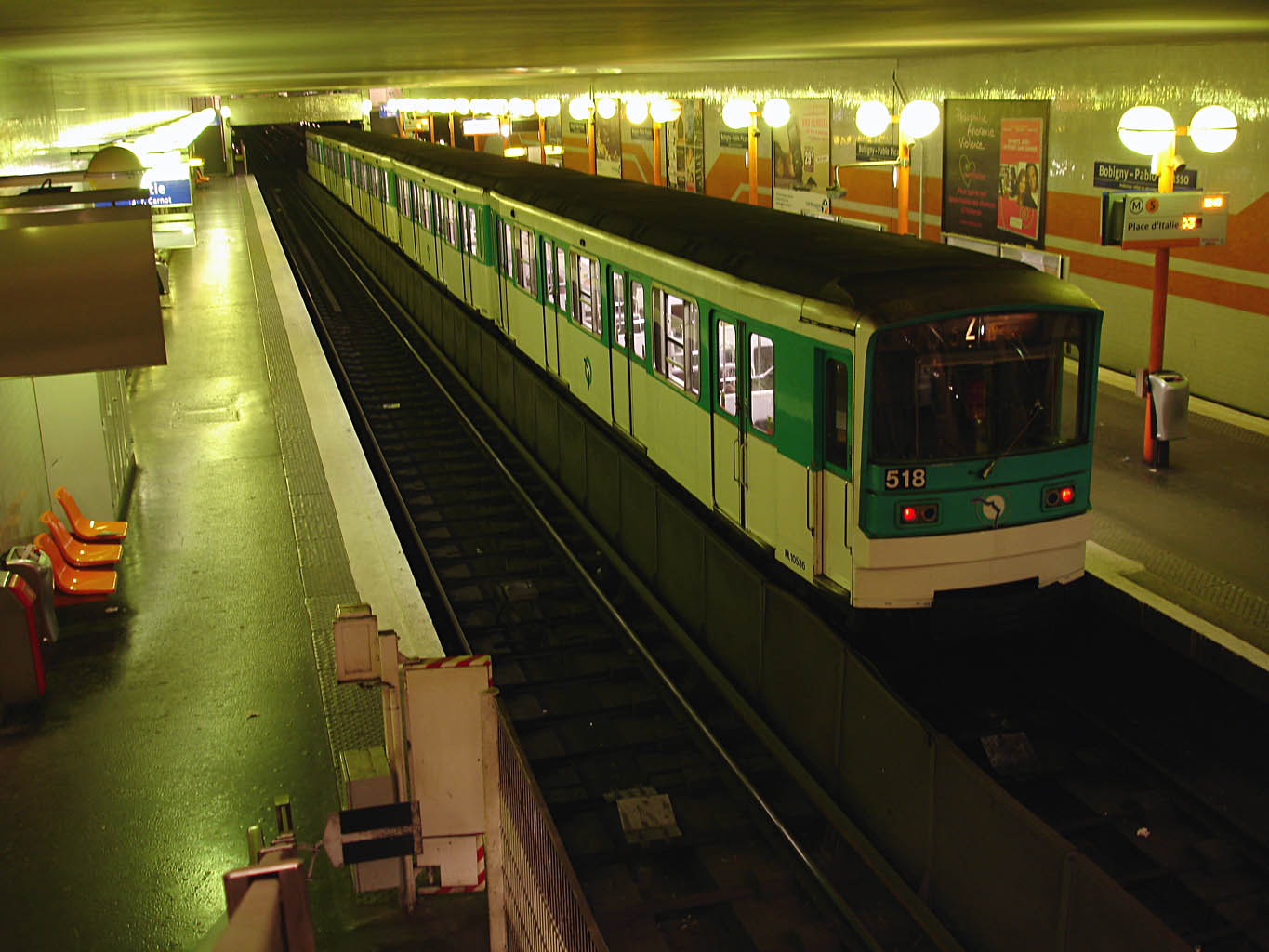
Station Bobigny - Pablo Picasso.

La commune est traversée par la RN 3 au sud, la RN 186, la RD 115 (route des Petits Ponts) et par l'autoroute A 86, essentiellement en tranchée couverte. L'autoroute A 3 marque la limite est de la commune (Pont de Bondy).
Bobigny est desservie par :
- la ligne 5 du métro, aux stations :
  - Bobigny - Pantin - Raymond Queneau, à la limite de Pantin au sud-ouest dans le quartier du Petit-Pantin ;
  - Bobigny - Pablo Picasso desservant le centre-ville ;
- la ligne 7 du métro, permettant l'accès au nord-ouest de la commune, depuis la station La Courneuve - 8 Mai 1945 ;
- et par la ligne 1 du tramway, aux stations Maurice Lachâtre (limitrophe avec Drancy), Drancy-Avenir (limitrophe avec Drancy), Hôpital Avicenne (limitrophe avec Drancy), Gaston Roulaud (limitrophe avec Drancy), Escadrille Normandie-Niémen, La Ferme, Libération, Hôtel de Ville de Bobigny, Bobigny - Pablo Picasso, Jean Rostand, Auguste Delaune.
- La ville est enfin desservie par le réseau de bus suivant : RATP, TRA et Noctilien.

Le chemin de fer de Grande Ceinture traverse l'ouest et le sud de la commune. Actuellement limitée au trafic fret, la ligne pourrait rouvrir au trafic voyageurs sous la forme d'un tram-train, dans le cadre de la réouverture prévue de cet axe vers 2027 (projet T11[réf. nécessaire]).

## Toponymie
Au IIe siècle après Jésus-Christ, le général gallo-romain Balbinius s'installe sur les terres où se situe aujourd'hui la commune de Bobigny. Ces terres prennent alors le nom de Balbiniacum (d'où le gentilé de Bobigny: Balbyniens).

## Histoire

### Protohistoire
La présence humaine en ce lieu dès l'époque gauloise est attestée par la découverte d'un site archéologique au lieu-dit la Vache à l'Aise. Les fouilles ont mis au jour une statue gauloise du IVe siècle av. J.-C., la première découverte en France.

### Antiquité
Au IIe siècle, un général gallo-romain Balbinius possédait un domaine sur ce qui est devenu aujourd'hui la commune de Bobigny. Il est à l'origine du nom de la commune.

### Moyen-Âge
Au VIe siècle, Bobigny est mentionnée dans le testament de la dame Erminéthrude, qui lègue à son fils la moitié des troupeaux et des instruments aratoires qu'elle y possédait.
Au Moyen Âge, le territoire se divise en deux fiefs ; l'un appartient aux seigneurs de Livry et l'autre à l'abbaye de Saint-Denis. Le village se compose d'un château, d'une église et de quelques modestes habitations de paysans.
En 1050, la paroisse de Bobigny fut créée, elle possédait une église placée sous le vocable de saint André. Elle faisait partie de l’archidiaconé de Paris et du doyenné de Montreuil. Elle fut cédée à l'abbaye Saint-Martin-des-Champs par Geoffroy de Boulogne, évêque de Paris, en 1089-1090. Elle est mentionnée par Urbain II le 14 juillet 1096.
À la fin du XIVe siècle, la paroisse de Bobigny avait pour curé un nommé Jean Bonneau, aumônier de l'évêque de Paris Étienne Pourcher, qui mourut assassiné le 13 juillet 1504. Il fut inhumé dans son église ; sa tombe, déplacée, y était toujours visible en 1829.

### Epoque moderne

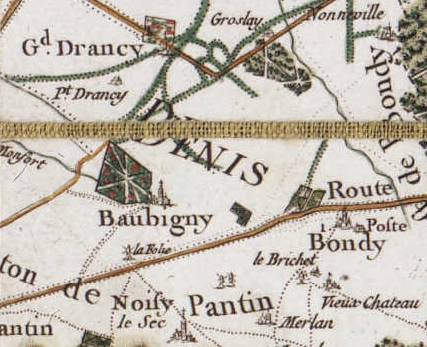
Carte de Cassini, vers 1780.

Quelques grandes familles nobles se succèdent au cours des siècles à la tête de la seigneurie : les Perdriel aux XVIe siècle et XVIIe siècle, les Jacquier de Vieumaison au XVIIIe siècle, qui possèdent un château.
L’église Saint-André fut reconstruite en 1557. Elle est décrite comme dotée de « deux petits collatéraux aux côtés du chœur et d’une tour étroite qui paroit désigner un ancien édifice sur lequel on auroit couché un nouvel enduit ». Elle sera de nouveau reconstruite en 1769 et placée sous le vocable de Saint-André- Saint-Pierre. Elle présente alors une nef à deux travées précédée d’un narthex avec tribune et flanquée de bas-côtés, un transept, un chœur en hémicycle, et enfin un clocher latéral carré.
Au milieu du XVIIIe siècle, Bobigny apparaît comme un bourg agricole très contenu, accessible via la route royale de Paris à Bondy en direction de Meaux ou la route des Petits-Ponts, entre Paris et Mory. Le village ne se trouve ainsi sur aucune grande voie de communication, ni aucun cours d’eau majeur, et n’est implanté sur une aucune formation géologique stratégique ou exploitable.
Les XVIIe et XVIIIe siècles voient un appauvrissement de la paysannerie et des artisans au profit de la bourgeoisie. Ainsi, en 1783, 78% des terres appartiennent à la bourgeoisie urbaine, à la noblesse et aux institutions religieuses.

### Epoque contemporaine
A la Révolution, le village compte environ 200 habitants, subsistants principalement de la culture céréalière.

#### Première moitié du XIXe siècle
Dans la première moitié du XIXe siècle, les cultivateurs laissent peu à peu leur place aux maraîchers. Ces derniers viennent principalement de Paris, d’où ils sont progressivement chassés par les grands travaux du XIXe siècle. Cet exode vers les communes plus éloignées se renforce à partir de la construction de l’enceinte de Thiers entre 1841 et 1846, puis de l’annexion par Paris des communes environnantes en 1859 ; les maisons et terres risquant d’être expropriées pour les grands travaux d'urbanisme.
Si la physionomie du bourg ne connaît pas d’évolution majeure, le paysage rural se transforme. De grands murs pour les cultures maraîchères en espalier apparaissent dans les champs, tandis que des « citernes noires » (des réserves d’eau) sont construites à proximité des maisons.
Entre 1845 et 1854, la ligne de chemin de fer Paris-Strasbourg traverse le sud du territoire de Bobigny, où elle enjambe le canal de l'Ourcq, construit au début du siècle.
Au milieu du XIXe siècle sont également aménagés deux chemins de grande communication traversant le territoire communal :
- Celui de Saint-Denis à Romainville, allant du carrefour des six- routes jusqu’à Romainville, traversant la commune du nord au sud en passant à l’est du centre-bourg.
- Celui de grande communication de Saint-Denis à Bondy, allant du carrefour des six-routes jusqu’à Bondy, traversant la commune du nord-ouest au sud-est et passant au nord du centre-bourg.

En 1841, la commune (alors orthographiée Baubigny) est décrite ainsi : « À peu de distance de Bondy, on trouve dans une plaine, près du canal de l'Ourcq, le village de Baubigny, d'une origine fort ancienne, puisqu'il est mentionné en même temps que Bondy, sous le nom de Babiniacum, dans la charte de l'an 700 que j'ai déjà citée. »[réf. nécessaire]
Le plus ancien seigneur connu de Baubigny était un gentilhomme commensal de l'abbé Suger. Une partie de cette seigneurie relevait en effet de l'abbé de Saint-Denis ; l'autre dépendait du fief de Livry.

#### 1870, Bobigny détruite

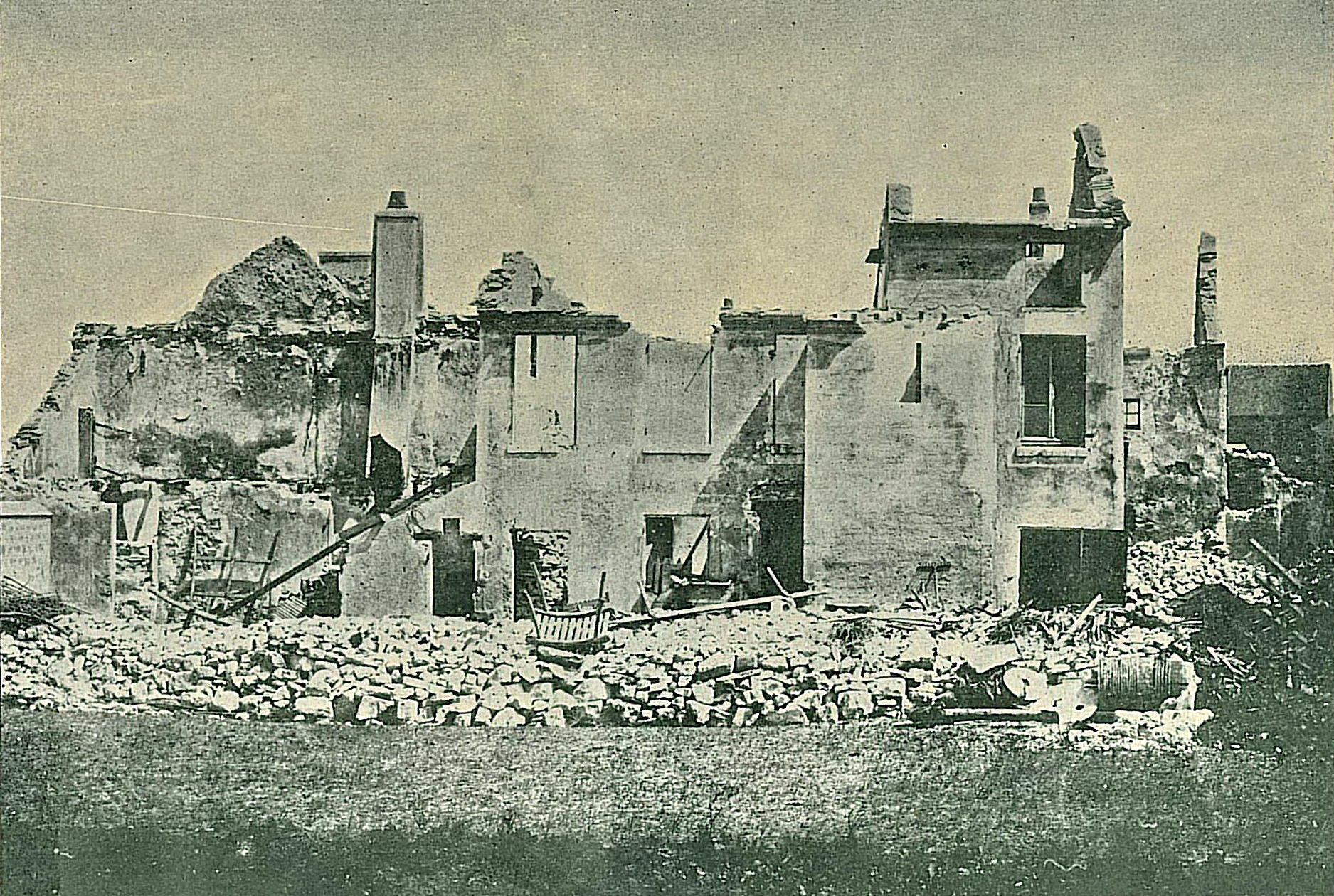
La Maison Lemaître, incendiée pendant la guerre franco-prussienne de 1870, vue peu de temps après les combats de décembre 1870 - janvier 1871.
La légende du document indique « La dévastation de Bobigny fut en partie l'œuvre de nos forts : on n'avait pas trouvé d'autre moyen que ce remède un peu héroïque du bombardement et de l'incendie pour déloger les Prussiens qui, embusqués dans les maisons, inquiétaient sans cesse nos francs-tireurs. »

En 1870, lors du siège de Paris, la commune est entièrement détruite. La population se réfugie à Paris, alors que les Prussiens envahissent les ruines du village. L'abbé Ferret relate : « La plupart des maisons n'ont plus ni toit, ni plancher ; l'église est absolument défoncée. Dans la rue, il pleut des tuiles et des tuyaux de cheminées ».
Après le retrait des troupes, seules quatre maisons sont encore debout. Forcés à l'exil, nombre de Balbyniens ne reviennent pas. Des immigrés venus d’Alsace et de Moselle - nouvellement annexées par l’Empire allemand – mais aussi de Bourgogne, viennent s’installer à Bobigny et reconstruisent le bourg. En 1896, plus de 70 % de la population balbynienne est ainsi née hors du village.
L’église Saint-André-Saint-Pierre est reconstruite à nouveau en 1873, au même emplacement. Elle présente une
nef flanquée de collatéraux et précédée d’un clocher-porche.
L'afflux de cette nouvelle population pose des problèmes d’équipements publics, les principaux services étant situés à l'extérieur de Bobigny : le commissariat, la justice de paix et la perception se trouvent à Pantin, tandis que la gendarmerie et le personnel médical sont à Noisy-le-Sec. Le centre-ville n’accueille alors qu’une mairie, une poste, une église, deux écoles publiques (une de filles et une de garçons) et une petite école privée dépendant d'un hospice tenu par les Sœurs de la Charité, au sein de l’ancien château. Il n'y a ni égout, ni électricité, et l'eau provient des puits.

#### Fin du XIXe siècle, Bobigny se transforme
L’arrivée du chemin de fer à la fin du XIXe siècle, apporte un nouvel essor à la commune. Le village maraîcher devient une cité ouvrière avec l'installation d'entreprises faisant appel à une forte main-d'œuvre. La crise du logement amène l'édification de plusieurs lotissements.
En 1875, le projet de grande ceinture est adopté et permet de relier transversalement les communes de proche banlieue parisienne. La ligne dite « complémentaire » de la Grande Ceinture passe par Bobigny et une « halte » est ouverte dans l'actuel quartier du Pont-de-Pierre, au milieu des champs, en 1882.
En 1884, 34 hectares de terrains, situés à l’ouest de la commune, sont annexés par Paris pour l'installation du cimetière dit de Pantin. Une mairie est érigée entre 1875 et 1899 en briques et pierre, dans un style IIIe République traditionnel.

#### XXe siècle, de 1900 à 1939, Bobigny ville ouvrière

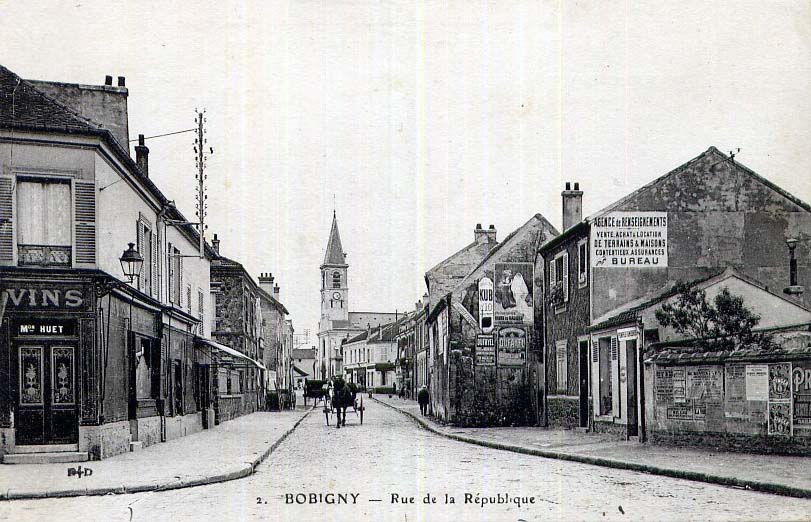
Rue de la République vers 1900.

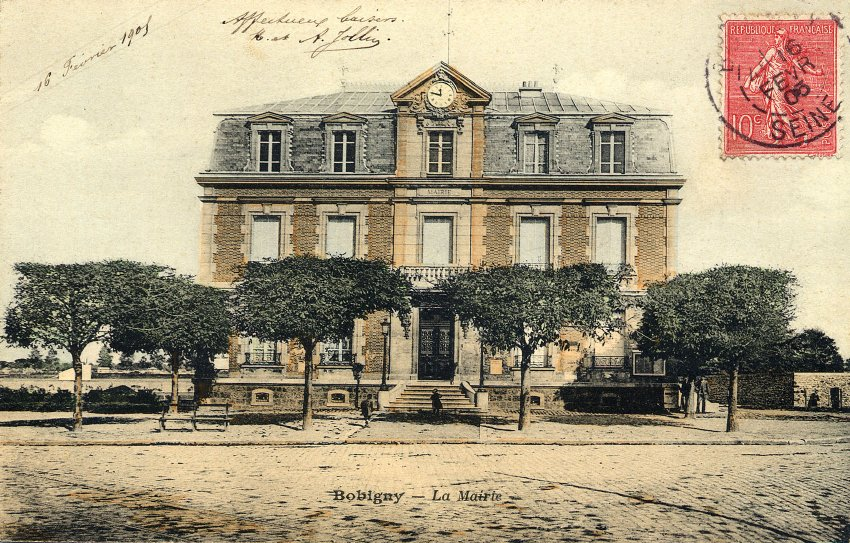
La mairie de Bobigny en 1905.

En 1902, le tramway relie Bobigny à la place de l'Opéra à Paris. Il s'agit d'un embranchement de la ligne Le Raincy-Opéra par Bondy. L'ouverture de cette ligne provoque la création des premiers lotissements ouvriers au lieu-dit l’Amandier, sur d’anciens terrains agricoles situés au sud-ouest de la commune.
La création d'une ligne complémentaire partant de Bobigny jusqu’à Sucy-Bonneuil est décrétée en 1928. La halte laisse sa place à une véritable gare. Les lotissements ouvriers au sud-ouest du bourg se densifient, tandis que les chemins de grande communication voient apparaître des maisons en alignement de rue. De nombreuses constructions de fortune, souvent illégales et accessibles via des chemins de terre, complètent l’ensemble, sans qu’elles soient forcément visibles sur les cartes et plans.
Dès 1919, le socialiste, Jean-Marie Clamamus est élu maire de Bobigny. En 1920, Congrès de Tours, il rejoignit la majorité des délégués pour fonder le  Parti communiste français. La ville fit alors partie intégrante de la « banlieue rouge » de Paris.
En 1920, l'usine Meccano s'installe rue Henri-Barbusse (route des Petits Ponts) ; en 1951, elle peut produire plus de 500 000 coffrets de Meccano par jour.
En 1926, le Conseil général de la Seine décide la construction d’un hôpital destiné exclusivement aux « malades indigènes originaires d’Afrique du Nord ». Devant le refus de la Ville de Paris d’accueillir l’établissement, c’est sur Bobigny qu’une parcelle louée par le Département est dévolue au projet. Le Conseil général de la Seine est propriétaire et gestionnaire de l’hôpital franco-musulman Avicenne, inauguré le 22 mars 1935. Un lieu de culte musulman et un lieu d’abattage rituel du bétail sont également prévus. Les bâtiments sont simples, couverts en terrasse et blanchis à la chaux, afin de faire référence à l’architecture islamique. La façade de l’entrée principale et la galerie sous colonnade des services généraux présentent un style pittoresque arabo-andalou. Le cimetière musulman de Bobigny en est l’annexe juridique. Celui-ci est inauguré en 1937, et uniquement réservé aux défunts musulmans.
Comme l’hôpital Avicenne, le cimetière musulman et sa mosquée sont aujourd’hui classés monuments historiques.
En 1933, Bobigny devient célèbre pour la haute tour des ateliers de fabrication du journal L'Illustration, installés au milieu des champs cultivés. La ville est d'ailleurs, à cette époque, un des villages maraîchers de la région parisienne. Désormais, l'université Sorbonne-Paris-Nord avec l'IUT de Bobigny et la faculté de médecine occupent le site de l'ancienne imprimerie du journal. De même, juste à côté de cet IUT (quelques dizaines de mètres) est implantée la Faculté de Médecine de Bobigny, également nommée FR Léonard-de-Vinci. Le bâtiment même de L'Illustration est utilisé par les étudiants en première année de médecine (PCEM1) puisqu'ils y ont cours dans l'amphithéâtre R600 depuis 2006.

#### Seconde Guerre mondiale

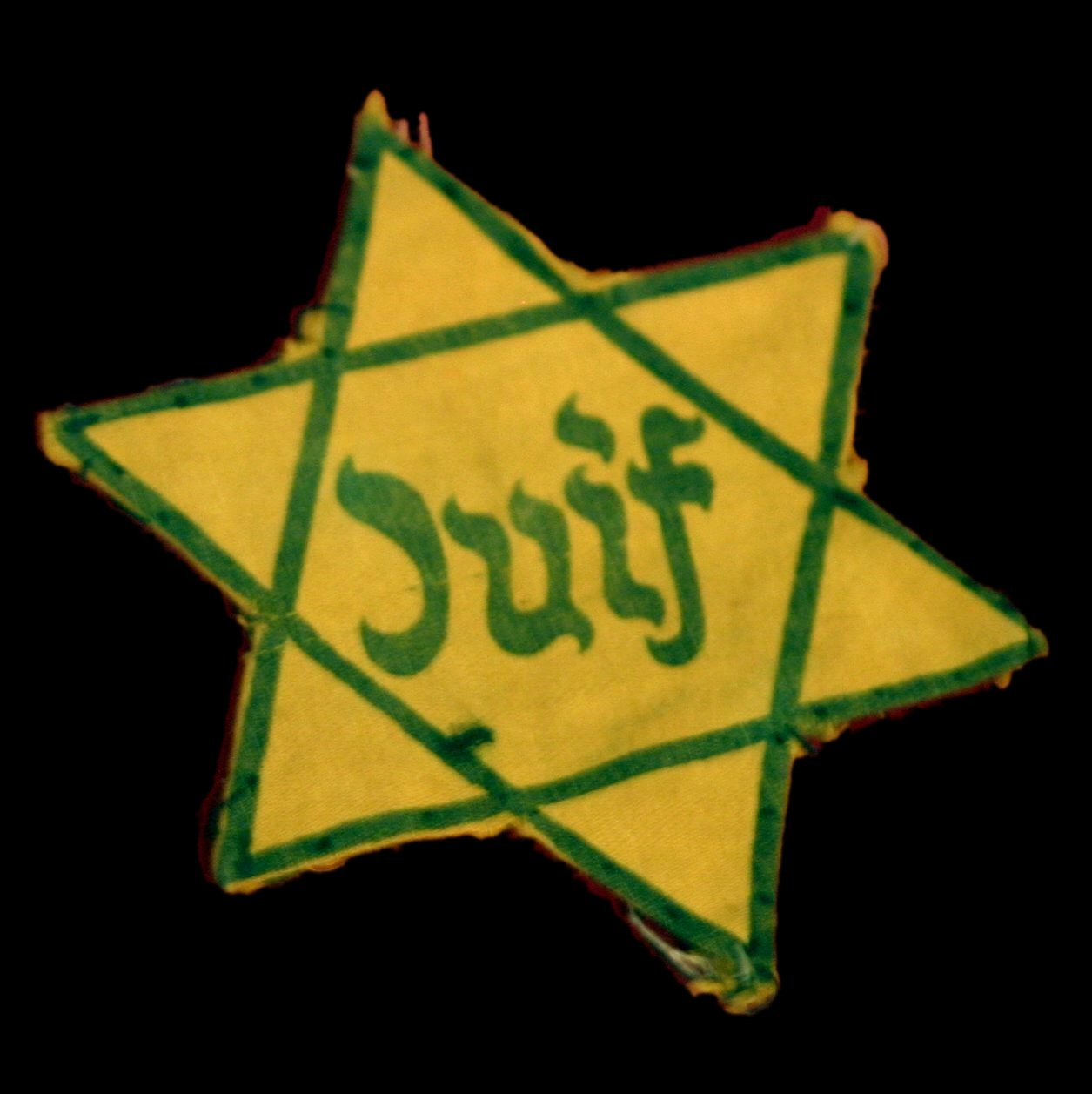

Durant la Seconde Guerre mondiale, quinze mille juifs partiront de la gare de Bobigny vers le camp d'Auschwitz. Le lieu est devenu depuis un mémorial.
La fin du conflit marque la chute du maire Jean-Marie Clamamus, qui est arrêté, incarcéré, et condamné à l'indignité nationale.

#### Seconde moitié duXXesiècle
En une décennie, de 1954 à 1964, la population de Bobigny double, passant de 18 500 à 37 000 habitants. Cette augmentation rapide amène la mise en place d'un vaste programme de construction d'équipements et de logements sociaux :
- En 1954, Georges Candilis construit la cité Emmaüs de l'Étoile
- En 1957, l'architecte Émile Aillaud se voit confier la réalisation de la cité de l'Abreuvoir[27] sur le territoire de Bobigny et de la cité des Courtillières sur le territoire de Pantin pour le compte de l'office public d'HLM du département de la Seine
- En 1958, Charles-Gustave Stoskopf, Arthur Heaume et Alexandre Persitz réalisent la cité du Pont-de-Pierre.

Ces trois grands ensembles sont conçus et aménagés par des opérateurs extérieurs à la ville, d’envergure nationale ou départementale. Comme souvent, un bras de fer s’est engagé entre la municipalité et le Département de la Seine et l’Etat, qui aménagent le territoire sans associer les élus locaux et assurer une
« préférence communale » permettant aux habitants d’une commune d’être prioritaires sur ces nouveaux logements. Le 9 avril 1959, la ville crée l'office public de l'habitat à loyer modéré (OPHLM) de Bobigny, dont la vocation est de réaliser des logements pour les familles de condition modeste de la commune, ainsi que des équipements
Le 1er janvier 1968, Bobigny devient le chef-lieu du nouveau département de la Seine-Saint-Denis avec la création des départements de la petite couronne. Bobigny est ainsi préférée à Saint-Denis, pourtant plus grande et chef-lieu historique, en raison des opportunités foncières qu’offre le territoire balbynien pour accueillir les bâtiments publics.
Le bâtiment réunissant la préfecture et l’hôtel du département est inauguré en 1971. Œuvre de Michel Folliasson, il prend la forme d'une pyramide dissymétrique d’une base de 70 mètres de long pour 34 mètres de hauteur. Le bâtiment est érigé au sein d’un nouvel ensemble sur dalle composé autour d’une place centrale et accueillant des immeubles liés aux services publics (Direction régionale et interdépartementale de l’hébergement et du logement, restaurant inter-administratif, Centre des finances publiques) et d'un centre commercial, Bobigny 2.

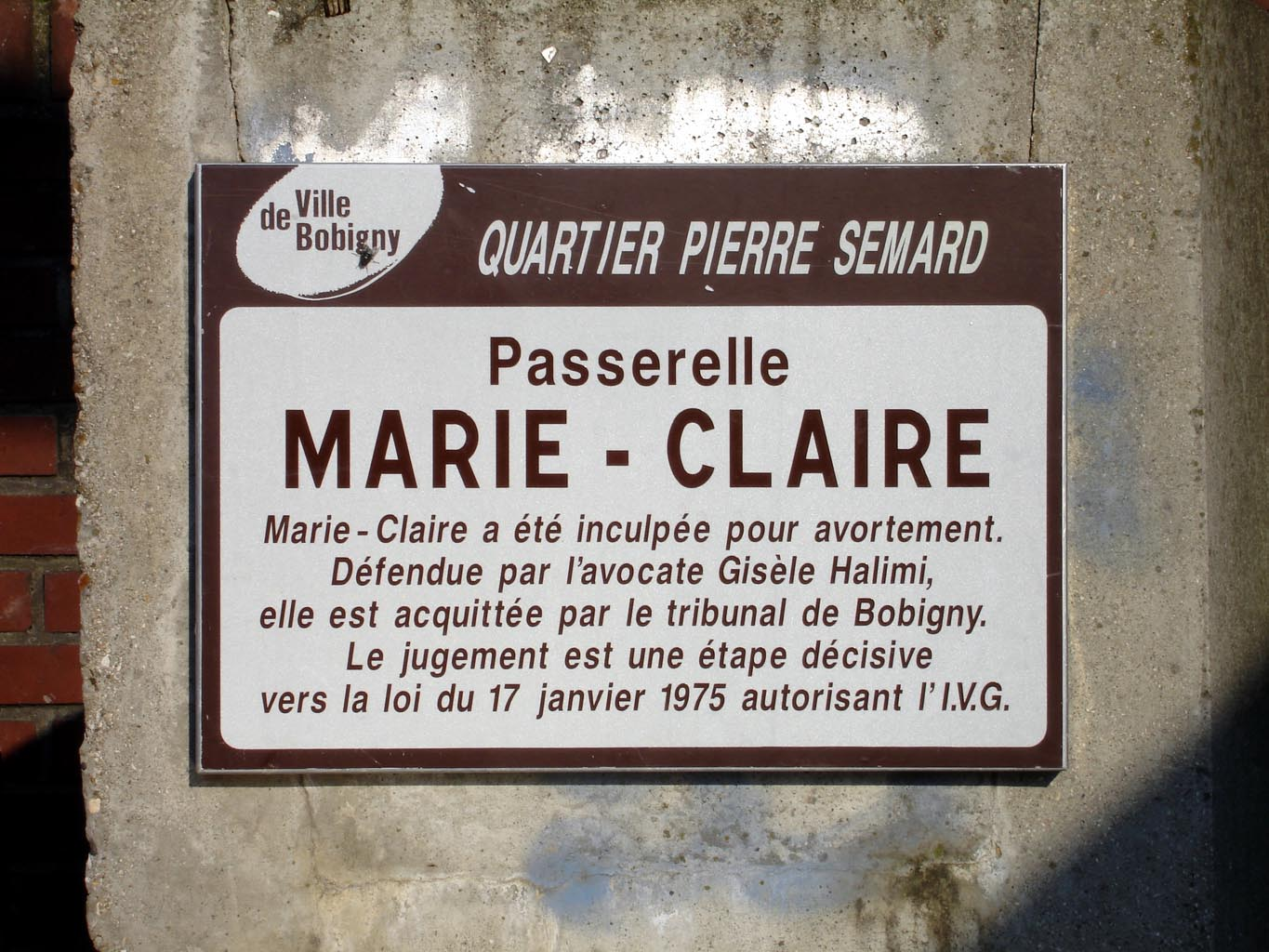
Passerelle Marie-Claire en mémoire du procès de 1972, étape décisive vers la légalisation de l'interruption volontaire de grossesse en France.

Un nouvel hôtel de ville est construit en 1974 sur des plans de Marius Depont, au sein du grand ensemble du Chemin Vert, composé de tours sur dalle accompagnées d’écoles. L'ancienne mairie est par la suite reconvertie pour accueillir le conservatoire Jean Wiener.
En octobre et novembre 1972 a lieu le procès de Bobigny, procès d'une mineure ayant avorté après un viol, qui devient une tribune pour le droit des femmes et la dépénalisation de l'avortement.
Envisagée dès 1967, la Bourse départementale du travail de la Seine-Saint-Denis est construite par Oscar Niemeyer entre 1973 et 1976. Le projet s’organise autour d’une place centrale encadrée par un auditorium de 800 places semi-enterré, en forme de coquille inversée, et par un immeuble de bureaux sur pilotis. Le bâtiment est protégé au titre des Monuments historiques en avril 2007.
Le métro de Paris arrive à Bobigny en 1985, le tramway en 1992 et l'A 86 est inaugurée en 1998 par Jean-Claude Gayssot, ancien député de Bobigny et alors ministre de l'Équipement, des Transports et du Logement.

#### XXIe siècle
En ce début de XXIe siècle, la municipalité met en place de nombreux projets pour l'avenir, en particulier la réhabilitation de logements par la destruction de certaines tours et leur remplacement par de nouvelles constructions à échelle plus humaine, ou encore une « Cité de la Terre » consacrée à l'environnement et au développement durable sur les rives du canal.
Lors des émeutes urbaines de novembre 2005, la ville, chef-lieu du département où ont commencé les violences, a été relativement préservée, situation que la municipalité explique par les fréquentes réunions de quartiers et les nombreuses structures de concertation mises en place depuis 1998. Néanmoins, la ville possède un haut taux de criminalité pour la Seine-Saint-Denis, et parmi les plus élevés de France. La ville a été le théâtre de l'affaire Saïd Bourarach à partir de 2010.

## Politique et administration

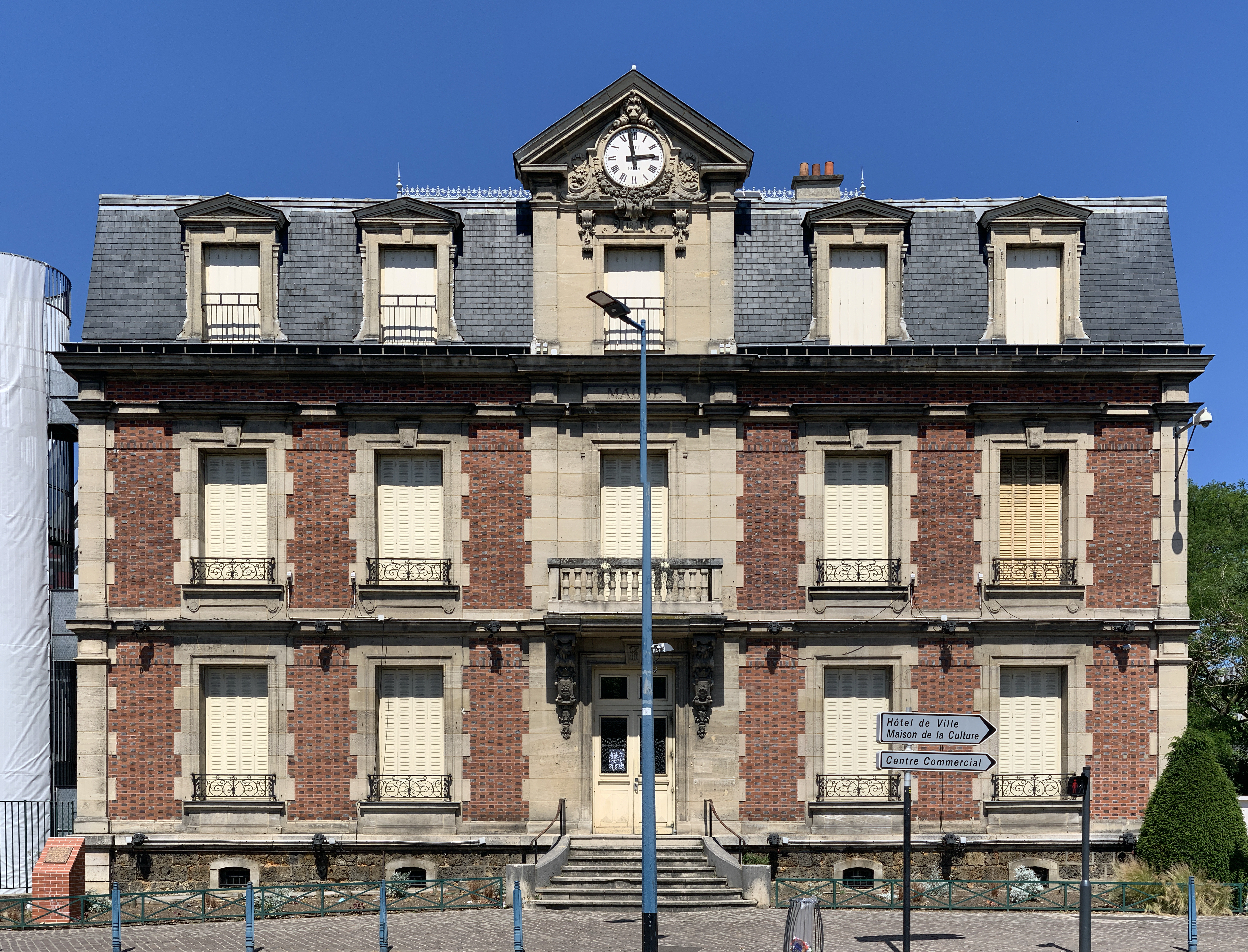
Ancien hôtel de ville.

En 1925, la ville de Bobigny est l'une des premières de France à élire une femme, Marthe Tesson, au sein de son conseil municipal. Son élection est néanmoins invalidée par la préfecture, de même que pour toutes les autres femmes élues lors de ces élections municipales, puisque le droit de vote et donc l'éligibilité ne leur ont été reconnus en France qu'en 1945.

### Rattachements administratifs et électoraux
Rattachements administratifs

Vue de la commune de Bobigny en rouge sur la carte de la « Petite Couronne » d'Île-de-France.

Antérieurement à la loi du 10 juillet 1964, la commune faisait partie du département de la Seine. La réorganisation de la région parisienne en 1964 fit que la commune est désormais le chef-lieu du département de la Seine-Saint-Denis, après un transfert administratif effectif au 1er janvier 1968.
Elle faisait partie de 1801 à 1893 du canton de Pantin année où la ville intègre le canton de Noisy-le-Sec de la Seine. Lors de la mise en place de la Seine-Saint-Denis, la ville devient en 1967 le chef-lieu du Canton de Bobigny. Dans le cadre du redécoupage cantonal de 2014 en France, cette circonscription administrative territoriale a disparu, et le canton n'est plus qu'une circonscription électorale.
La vole-préfecture accueille diverses administrations : les archives départementales, la chambre de commerce et d'industrie ainsi qu'un Tribunal judiciaire.
Rattachements électoraux
Pour les élections départementales, la commune est depuis 2014 le bureau centralisateur d'un nouveau canton de Bobigny. Toutefois, une partie de la commune est rattachée au canton de Bondy.
Pour l'élection des députés, elle fait partie de la cinquième circonscription de la Seine-Saint-Denis.

### Intercommunalité
À la suite des élections municipales de 2008, les villes de Bagnolet, Bobigny, Bondy, Les Lilas, Montreuil, Noisy-le-Sec, Le Pré-Saint-Gervais, Pantin et Romainville ont entamé des réflexions en vue de la création d'une communauté d'agglomération. Celle-ci, dénommée communauté d'agglomération Est Ensemble a été créée au 1er janvier 2010.
Dans le cadre de la mise en œuvre de la volonté gouvernementale de favoriser le développement du centre de l'agglomération parisienne comme pôle mondial est créée, le 1er janvier 2016, la métropole du Grand Paris (MGP), à laquelle la commune a été intégrée.
La loi portant nouvelle organisation territoriale de la République du 7 août 2015 (Loi NOTRe) prévoit également la création le 1er janvier 2016 d'établissements publics territoriaux (EPT), qui regroupent l'ensemble des communes de la métropole à l'exception de Paris, et assurent des fonctions de proximité en matière de politique de la ville, d'équipements culturels, socioculturels, socio-éducatifs et sportifs, d'eau et assainissement, de gestion des déchets ménagers et d'action sociale, et exerçant également les compétences que les communes avaient transférées aux intercommunalités supprimées.
La commune fait donc partie depuis le 1er janvier 2016 de l'établissement public territorial Est Ensemble, créé par un décret du 11 décembre 2016 et qui regroupe l'ensemble des communes qui faisaient partie de l'ancienne communauté d'agglomération.

### Tendances politiques et résultats
Bobigny est l'une des villes emblématiques de la Ceinture Rouge qui désigne l'ensemble des municipalités communistes se trouvant dans la proche banlieue parisienne. En effet, la préfecture de Seine-Saint-Denis devient communiste dès le Congrès de Tours en 1920 à la suite de la scission entre la SFIO et le Parti communiste français. 
Aux élections nationales, Bobigny montre un fort ancrage à gauche. Ainsi, lors de l'élection présidentielle française de 2012, François Hollande arrive en tête au premier tour avec 47,86 % des voix et c'est Jean-Luc Mélenchon, candidat du Front de gauche qui arrive en deuxième position avec plus de 19 % des suffrages tandis que Nicolas Sarkozy ne recueille que 13 % des votes. Au deuxième tour, François Hollande reçoit plus de 76 % des voix. 
Lors des élections municipales de 2008, la liste conduite par Catherine Peyge, maire sortant PCF, a été élue dès le premier tour avec 54,8 % des suffrages exprimés.
Toutefois, les élections municipales de 2014 sont le théâtre de la défaite de Catherine Peyge contre le candidat UDI Stéphane de Paoli qui obtient 54 % des suffrages. Cette défaite est à mettre en parallèle avec la percée de la droite dans le département. Ce succès s'explique, entre autres, par le fort ancrage local de la liste du candidat UDI (soutenu par l'UMP et le MoDem) qui s'est appuyé sur de nombreux représentants de la société civile ainsi que sur l'Union des démocrates musulmans français, ce qui lui a permis d'obtenir de bonnes audiences au sein des cités relativement nombreuses de la commune. En réalité, cette victoire résulterait principalement d'une pratique de clientélisme électoral, selon une enquête de la journaliste Éva Szeftel.
À l'image de plusieurs communes de Seine-Saint-Denis, Bobigny connaît une abstention très importante (près de 60 % des inscrits lors des élections municipales de 2014).
La chambre régionale des comptes d'Île-de-France publie aussi un rapport qui souligne des pratiques à la légalité contestable dans le recrutement de certains agents municipaux, proches de divers milieux associatifs et à des niveaux de rémunération particulièrement élevés. Ces critiques pèsent sur la majorité municipale et le maire, Stéphane de Paoli, décide de ne pas se représenter en 2020 au profit de son adjoint Christian Bartholmé.
Aux élections municipales de 2020, c'est la liste de gauche menée par Abdel Sadi, apparenté PCF, qui arrive en tête avec 55,27 % des voix face à Christian Bartholmé (UDI), 44,72 %.

#### Récapitulatif de résultats électoraux récents
| Scrutin              | 1er tour | 1er tour  | 1er tour | 1er tour | 1er tour | 1er tour | 1er tour | 1er tour | 1er tour | 1er tour | 1er tour  | 1er tour | 2d tour     | 2d tour     | 2d tour     | 2d tour     | 2d tour     | 2d tour     | 2d tour     | 2d tour     | 2d tour     | 2d tour     | 2d tour     | 2d tour     |
| Scrutin              | 1er      | 1er       | %        | 2e       | 2e       | %        | 3e       | 3e       | %        | 4e       | 4e        | %        | 1er         | 1er         | %           | 2e          | 2e          | %           | 3e          | 3e          | %           | 4e          | 4e          | %           |
| -------------------- | -------- | --------- | -------- | -------- | -------- | -------- | -------- | -------- | -------- | -------- | --------- | -------- | ----------- | ----------- | ----------- | ----------- | ----------- | ----------- | ----------- | ----------- | ----------- | ----------- | ----------- | ----------- |
| Municipales 2014     |          | UDI       | 43,95    |          | UGE      | 40,39    |          | DVD      | 10,96    |          | LO        | 4,69     |             | UDI         | 53,99       |             | UGE         | 46,00       | Pas de 3e   | Pas de 3e   | Pas de 3e   | Pas de 4e   | Pas de 4e   | Pas de 4e   |
| Européennes 2014     |          | FG        | 18,76    |          | FN       | 17,10    |          | PS       | 14,57    |          | UDI-MODEM | 11,86    | Tour unique | Tour unique | Tour unique | Tour unique | Tour unique | Tour unique | Tour unique | Tour unique | Tour unique | Tour unique | Tour unique | Tour unique |
| Régionales 2015      |          | PS        | 30,93    |          | FG       | 18,62    |          | FN       | 17,86    |          | UCD       | 15,45    |             | UGE         | 60,57       |             | UCD         | 26,16       |             | FN          | 13,27       | Pas de 4e   | Pas de 4e   | Pas de 4e   |
| Présidentielles 2017 |          | LFI       | 43,20    |          | LREM     | 23,36    |          | FN       | 11,79    |          | LR        | 7,98     |             | EM          | 81,87       |             | FN          | 18,13       | Pas de 3e   | Pas de 3e   | Pas de 3e   | Pas de 4e   | Pas de 4e   | Pas de 4e   |
| Législatives 2017    |          | PCF       | 25,32    |          | LREM     | 23,84    |          | UDI      | 18,78    |          | LFI       | 13,22    |             | EM          | 52,10       |             | UDI         | 47,90       | Pas de 3e   | Pas de 3e   | Pas de 3e   | Pas de 4e   | Pas de 4e   | Pas de 4e   |
| Européennes 2019     |          | RN        | 14,89    |          | LREM     | 14,00    |          | LFI      | 12,86    |          | PCF       | 10,79    | Tour unique | Tour unique | Tour unique | Tour unique | Tour unique | Tour unique | Tour unique | Tour unique | Tour unique | Tour unique | Tour unique | Tour unique |
| Municipales 2020     |          | PCF       | 37,65    |          | UDI      | 26,37    |          | PS       | 11,36    |          | AC        | 6,86     |             | UG          | 55,27       |             | UDI         | 44,72       | Pas de 3e   | Pas de 3e   | Pas de 3e   | Pas de 4e   | Pas de 4e   | Pas de 4e   |
| Régionales 2021      |          | LFI-PCF   | 27,31    |          | UCD      | 20,56    |          | PS       | 16,89    |          | RN        | 11,54    |             | UGE         | 48,89       |             | UCD         | 31,59       |             | RN          | 11,48       |             | LREM        | 8,05        |
| Présidentielles 2022 |          | LFI       | 60,14    |          | LREM     | 17,30    |          | RN       | 10,27    |          | REC       | 3,31     |             | LREM        | 75,43       |             | RN          | 24,57       | Pas de 3e   | Pas de 3e   | Pas de 3e   | Pas de 4e   | Pas de 4e   | Pas de 4e   |
| Législatives 2022    |          | LFI-NUPES | 52,43    |          | UDI      | 15,99    |          | LREM     | 10,65    |          | RN        | 7,03     |             | LFI-NUPES   | 71,62       |             | UDI         | 28,38       | Pas de 3e   | Pas de 3e   | Pas de 3e   | Pas de 4e   | Pas de 4e   | Pas de 4e   |

### Liste des maires
| Période          | Période                       | Identité                        | Étiquette | Qualité |
| ---------------- | ----------------------------- | ------------------------------- | --------- | --- |
| 1790             | 1791                          | Louis Robert Malice             |           | déjà maire sous l'Ancien Régime, depuis 1787 |
| 1791             | 1791                          | Louis Maximilien Jollin         |           | |
| 1791             | 1792                          | Claude Lezier                   |           | |
| 1792             | 1793                          | Pierre Mongrolle                |           | |
| 1793             | 1794                          | Jean Baptiste Louis Fechoz      |           | |
| 1794             | 1795                          | Pierre René Clement             |           | |
| 1795             | 1795                          | Louis Maximilien Jollin         |           | |
| 1795             | 1813                          | Pierre Mongrolle                |           | agent municipal à la municipalité de canton puis maire. |
| 1813             | 1846                          | Pierre François Mongrolle       |           | |
| 1846             | 1867                          | Louis François Toussaint Tourly |           | |
| 1867             | 1874                          | Auguste Hippolyte Jollin        |           | |
| 1874             | 1881                          | Jean Hippolyte Merie            |           | |
| 1881             | 1881                          | Pierre Louis Evin               |           | |
| 1881             | 1884                          | Louis Seneque                   |           | |
| 1884             | 1908                          | Antoine Hippolyte Boyer         |           | |
| 1908             | 1910                          | Jean Baptiste Jacquelot         |           | |
| 1910             | 1914                          | Michel Marie Montigny           |           | |
| 1914             | 1919                          | Edme Auguste Boudier            |           | |
| 1919             | octobre 1939                  | Jean-Marie Clamamus             | PCF       | Comptable Député de la Seine (1924 → 1936) Sénateur de la Seine (1936 → 1944) Mandat suspendu par le gouvernement Daladier                                                                 |
| octobre 1939     |                               | M. Mounios                      |           | Nommé président de la délégation spéciale par le gouvernement Daladier |
|                  | mai 1941                      | M. Mougne                       |           | |
| mai 1941         | août 1944                     | Jean-Marie Clamamus             | POPF      | Sénateur de la Seine (1936 → 1944) Nommé maire par le régime de Vichy |
| 1944             | 1955                          | Léon Pesch                      | PCF       | Ouvrier tourneur |
| 1955             | mars 1965                     | René Guesnier                   | PCF       | Vendeur, terrassier, employé municipal |
| mars 1965        | décembre 1995                 | Georges Valbon,                 | PCF       | Ouvrier typographe Conseiller général de Bobigny (1967 → 1993) Président du Conseil général (1968 → 1982 et 1985 → 1993) Président des Charbonnages de France (1982 → 1985) Démissionnaire |
| 9 décembre 1995  | 25 août 2006,                 | Bernard Birsinger               | PCF       | Électrotechnicien Député de la Seine-Saint-Denis (5e circ) (1997 → 2002) Décédé en fonction                                                                                                |
| 7 septembre 2006 | 5 avril 2014                  | Catherine Peyge                 | PCF       | Professeure en lycée professionnel Présidente du SIPPEREC (2008 → 2014) Vice-présidente d'Est-Ensemble (2010 → 2014)                                                                       |
| avril 2014,      | 4 juillet 2020                | Stéphane De Paoli               | UDI       | Conducteur de travaux |
| juillet 2020     | En cours (au 11 février 2021) | Abdel Sadi                      | PCF       | Conseiller général puis départemental du Canton de Bobigny (2001 →) |

### Protocole de coopération décentralisée
- Setúbal ( Portugal) : chartes signées en 2003 et 2007
- (Potsdam) ( Allemagne) : charte signée en 2007.

## Population et société

### Démographie
L'évolution du nombre d'habitants est connue à travers les recensements de la population effectués dans la commune depuis 1793. Pour les communes de plus de 10 000 habitants les recensements ont lieu chaque année à la suite d'une enquête par sondage auprès d'un échantillon d'adresses représentant 8 % de leurs logements, contrairement aux autres communes qui ont un recensement réel tous les cinq ans,.

En 2022, la commune comptait 55 270 habitants, en évolution de +5,6 % par rapport à 2016 (Seine-Saint-Denis : +4,67 %, France hors Mayotte : +2,11 %).
| 1793 | 1800 | 1806 | 1821 | 1831 | 1836 | 1841 | 1846 | 1851 |
| ---- | ---- | ---- | ---- | ---- | ---- | ---- | ---- | ---- |
| 260  | 257  | 278  | 231  | 316  | 333  | 351  | 353  | 370  |

| 1856 | 1861 | 1866 | 1872 | 1876 | 1881  | 1886  | 1891  | 1896  |
| ---- | ---- | ---- | ---- | ---- | ----- | ----- | ----- | ----- |
| 363  | 561  | 910  | 889  | 972  | 1 173 | 1 335 | 1 540 | 1 678 |

| 1901  | 1906  | 1911  | 1921  | 1926   | 1931   | 1936   | 1946   | 1954   |
| ----- | ----- | ----- | ----- | ------ | ------ | ------ | ------ | ------ |
| 1 946 | 2 438 | 3 660 | 6 757 | 11 412 | 17 370 | 17 676 | 16 547 | 18 521 |

| 1962   | 1968   | 1975   | 1982   | 1990   | 1999   | 2006   | 2011   | 2016   |
| ------ | ------ | ------ | ------ | ------ | ------ | ------ | ------ | ------ |
| 37 010 | 39 453 | 43 125 | 42 723 | 44 659 | 44 079 | 47 806 | 47 224 | 52 337 |

| 2021   | 2022   | - | - | - | - | - | - | - |
| ------ | ------ | - | - | - | - | - | - | - |
| 55 056 | 55 270 | - | - | - | - | - | - | - |

### Enseignement
- L'Écofih (école de formation pour l'industrie hôtelière)[72], établissement technique privé, forme des élèves du CAP au BTS en hôtellerie restauration.

### Manifestations culturelles et festivités
La ville accueille tous les deux ans les biennales de l'environnement dans le parc départemental de la Bergère.

### Santé
L'hôpital Avicenne, anciennement hôpital Franco-musulman, fut inauguré en mars 1935. La ville de Paris n'ayant pas voulu de cette structure, Bobigny fut choisie afin d'abriter cet hôpital, destiné à aider les musulmans installés en France après la Première Guerre mondiale, au statut le plus souvent très précaire. Le grand portail d'entrée fait le lien architectural entre la tradition orientale, et le modernisme occidental, cet établissement étant considéré comme très en pointe à l'époque. Le chanteur belge Jacques Brel y est décédé le 9 octobre 1978 d'un cancer du poumon.
La commande politique d'un hôpital franco-musulman et le recrutement de l'architecte algérois Mantout inscrivent cet édifice aux formes néo-mauresques dans la réalité coloniale de l'entre-deux-guerres.
L'hôpital constitue un CHU rattaché à l'université Paris-Nord.

### Sports
Rugby à XV

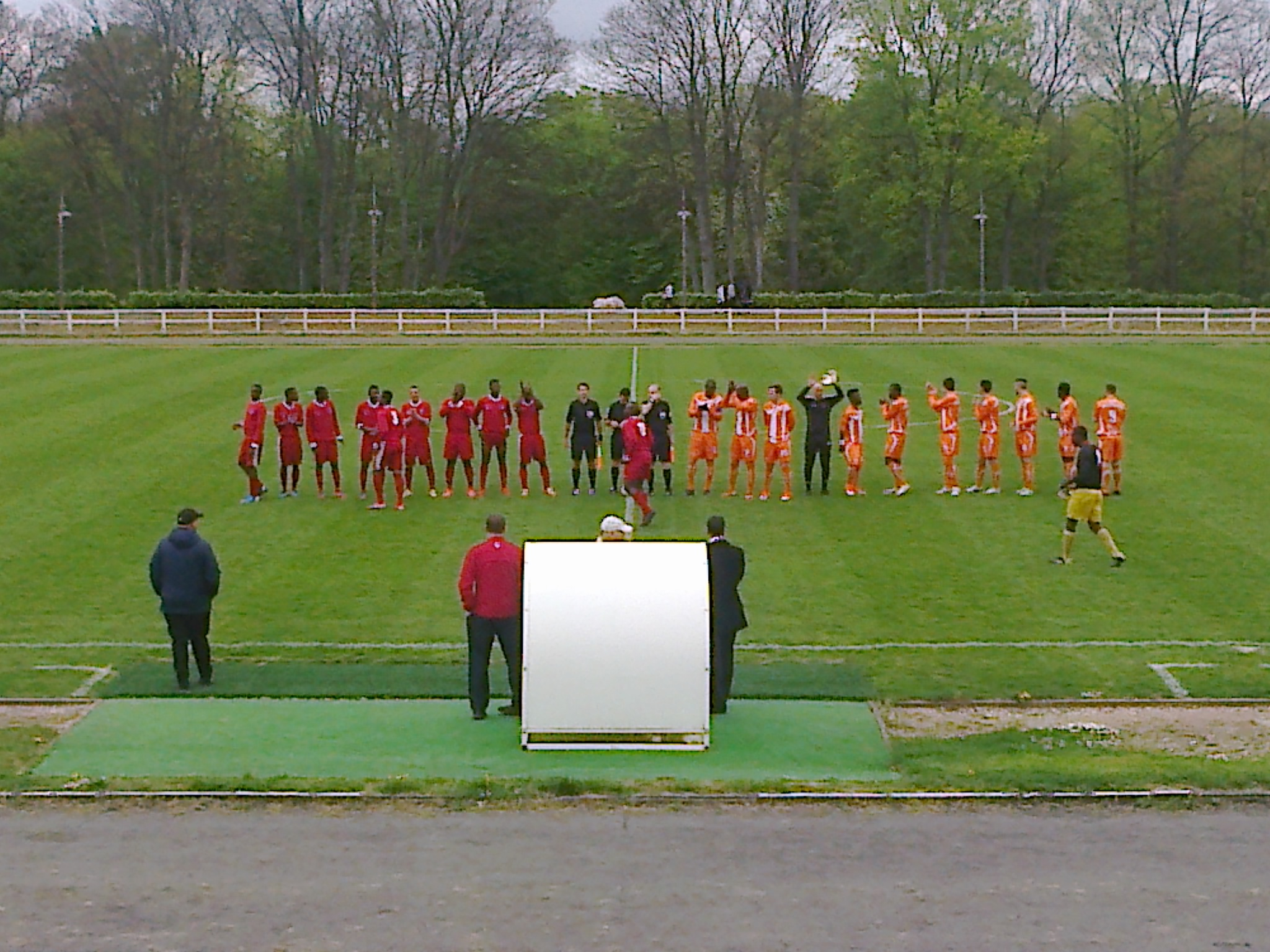
Présentation des équipes lors du match AC Boulogne-Billancourt - Bobigny Académie, du 6 avril 2014 au stade Marcel-Bec de Meudon (Bobigny évolue en rouge).

- AC Bobigny 93 rugby qui évolue en championnat de France de rugby à XV de 1re division fédérale

Football
- Football Club 93 Bobigny-Bagnolet-Gagny qui évolue en National 2

## Économie

### Revenus de la population et fiscalité
En 2010, le revenu fiscal médian par ménage était de 22 623 € ce qui plaçait Bobigny au 27 052e rang parmi les 31 525 communes de plus de 39 ménages en métropole.

### Emploi
L'économie locale et l'emploi sont largement marquées par le fait que la ville exerce des fonctions de centralité dans le département.
La présence de nombreux services publics (préfecture, conseil général, mairie, hôpital Avicenne (anciennement hôpital Franco musulman), Université Paris 13 (Faculté de médecine et IUT), établissements scolaires et de formation) constitue un très important vecteur d'emplois.
Pour ce qui concerne les services de l'État, le préfet de Seine-Saint-Denis a à sa disposition près de 24 000 agents, dont un peu plus de 700 dans les services de la préfecture et des sous-préfectures.
Le conseil général est également un employeur important avec plus de 6 600 salariés sur l'ensemble du département, salariés notamment investis de missions dans le champ sanitaire et social, compétence essentielle des conseils généraux depuis la mise en œuvre des lois de décentralisation. C'est ainsi que les quatre principaux secteurs employeurs du conseil général sont les crèches (plus de 1 300 salariés), les centres de protection maternelle et infantile (plus de 750 emplois), le service social départemental (près de 540 emplois) et le service d'aide sociale à l'enfance (plus de 580 emplois).
Une partie de ces emplois sont naturellement présents sur Bobigny, et il convient d'ajouter à ces effectifs les 1 300 agents techniques et ouvriers des collèges transférés aux départements depuis la promulgation de la loi Raffarin sur les responsabilités locales.
Pour autant, le secteur privé n'est pas absent du paysage local avec plus de 11 500 emplois salariés privés, répartis au sein de plus de 1 000 établissements employeurs.
L'emploi industriel n'est pas absent de Bobigny qui dispose, notamment dans le domaine de l'édition, comme dans celui de la machine-outil et de la métallurgie, d'une tradition historique ancienne, dont une usine de tuyaux de poêle le long du canal de l'Ourcq dans le quartier du Petit-Pantin.
L'industrie offrait en 2006 plus de 1 700 emplois, la plus importante de ces entreprises comptant plus de 270 salariés.
Le secteur de la construction comptait un peu moins de 1 200 emplois, au sein de nombreuses petites entreprises de gros comme de second œuvre.
Les activités commerciales, notamment dans le cadre du centre Commercial Bobigny 2, situé près de la préfecture, comptaient pour près de 3 650 emplois, le principal employeur dans ce domaine étant le secteur du commerce de détail de produits textiles, avec plus de 300 salariés.
Le secteur des transports, de la logistique et des télécommunications est présent sur Bobigny au travers d'un peu plus de soixante dix établissements employant un peu plus de 620 personnes, notamment dans le secteur du transport courte distance.
Les activités financières sont relativement peu présentes à Bobigny, malgré les fonctions administratives de la ville.
Les services aux entreprises constituent sur place, comme en bien d'autres localités de France, l'un des vecteurs importants de l'emploi local.
Le secteur emploie près de 1 200 personnes, et les fonctions administratives de la Ville expliquent notamment la présence de près de 200 emplois dans les domaines juridiques et comptables, tandis que le secteur du nettoyage emploie plus de 140 personnes et celui du gardiennage près de 180.
La présence d'organismes sociaux dans la ville Préfecture fait de la Sécurité Sociale l'un des principaux employeurs de la ville avec plus de 1 260 salariés.
Enfin, dans le domaine de l'action sanitaire et sociale, notons le poids de l'emploi associatif avec près de 300 salariés.
- Délégation de la Chambre de commerce et d'industrie de Paris.

## Culture locale et patrimoine

### Lieux et monuments
Des fouilles archéologiques sur le site de la Vache à l'aise ont mis au jour une cité gauloise d’une superficie d’au moins 52 hectares, fondée vers 350 av. J.-C. et abandonnée vers 110 ap. J.-C.. Cet établissement, est implanté le long du ru de Montfort, à cheval sur une petite butte et des terrains plus humides. Une nécropole de 521 tombes a été découverte, il s'agit de la plus importante connue à ce jour[Quand ?] en Europe pour la période gauloise,,.

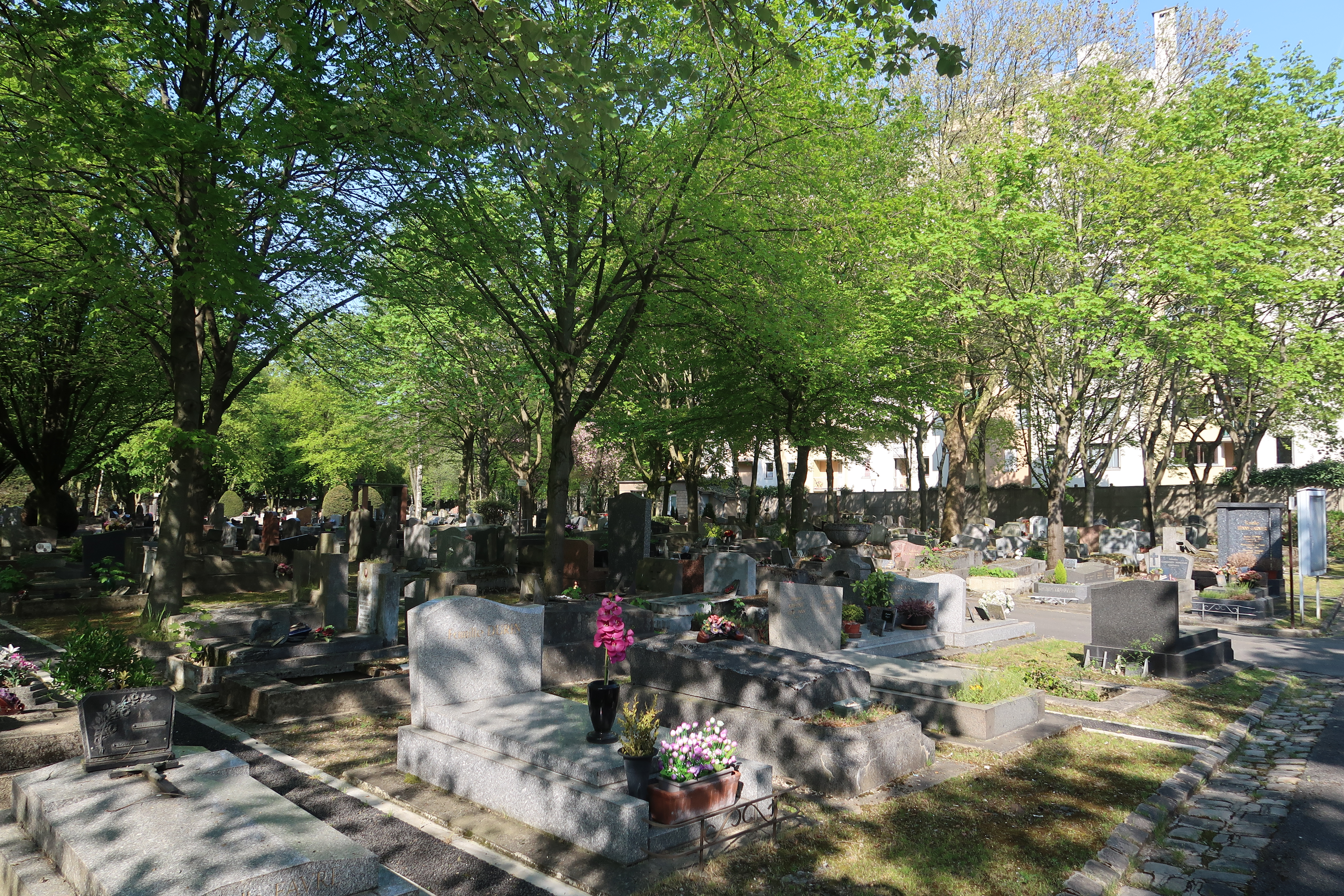
Cimetière communal.

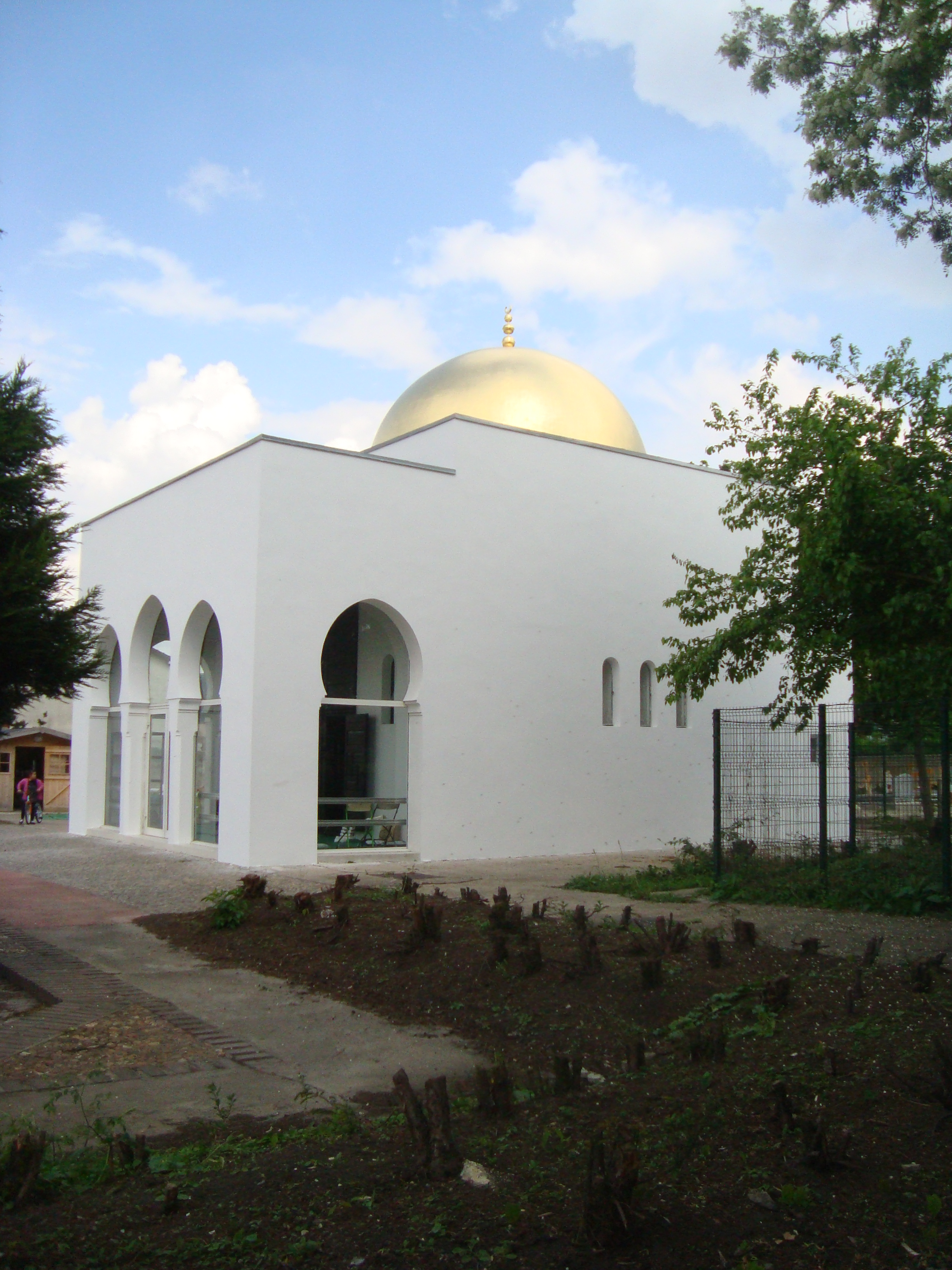
Salle de prière à l'entrée du cimetière musulman.

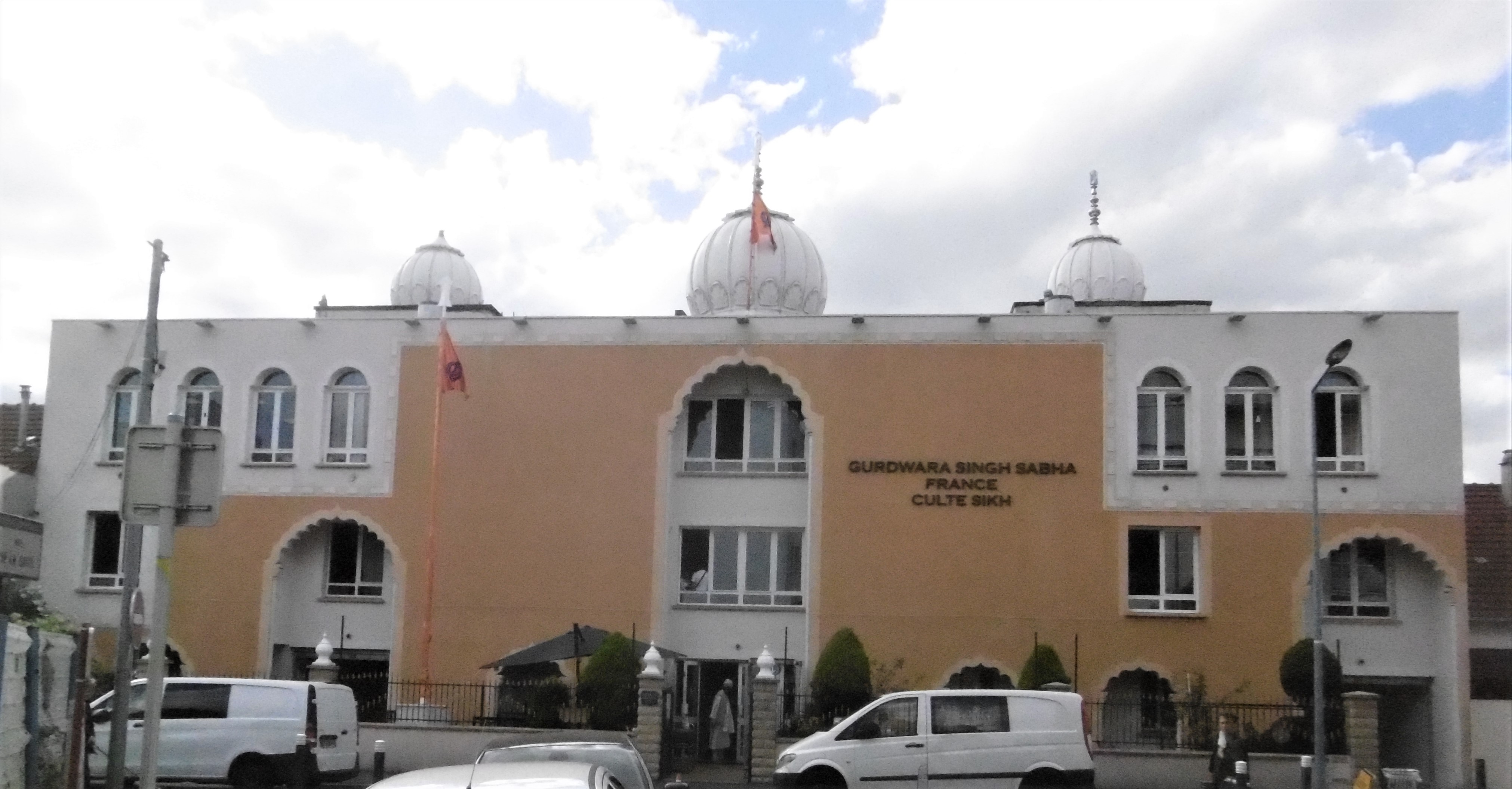
Gurudwara de Bobigny.

#### Lieux de culte
La ville de Bobigny avait trois églises qui ont été détruites, puis reconstruites après-guerre.

##### Culte catholique
- Chapelle Notre-Dame-de-l'Étoile, rue Moreau[80]
- Église Saint-André, avenue Karl Marx[81].
- Église Notre-Dame-du-Bon-Secours, rue de Rome[82].
- Église de Tous-les-Saints de Bobigny, avenue de l'Illustration[83].

##### Culte protestant/évangélique
- Église protestante évangélique, avenue Édouard Vaillant.

##### Culte israélite
- Synagogue, rue Jules Guillemin (Association cultuelle israélite de Bobigny).

##### Culte millénariste
- Salle du royaume des témoins de Jéhovah, rue Mendès des Carmes.

##### Culte musulman
- Mosquée de Bobigny, rue de la Bergerie.
- Mosquée Er-Rhama, avenue Karl Marx.

##### Culte sikh
- Gurudwara de Bobigny, rue de la Ferme.

#### Cimetière franco-musulman
Ce cimetière a également été ouvert à proximité en 1937. Son entrée est constituée par un arc mauresque. Une salle de prière fut édifiée à l'entrée du cimetière. Cet édifice a été inscrit sur l'inventaire supplémentaire des monuments historiques par arrêté du 25 janvier 2006,.
Un carré militaire abrite un ensemble de tombes de soldats musulmans morts pour la France, notamment lors de la libération de Paris en 1944.
D'illustres personnalités du monde musulman (telles que Osman Fouad) y sont enterrées.

#### Tour de l'Illustration

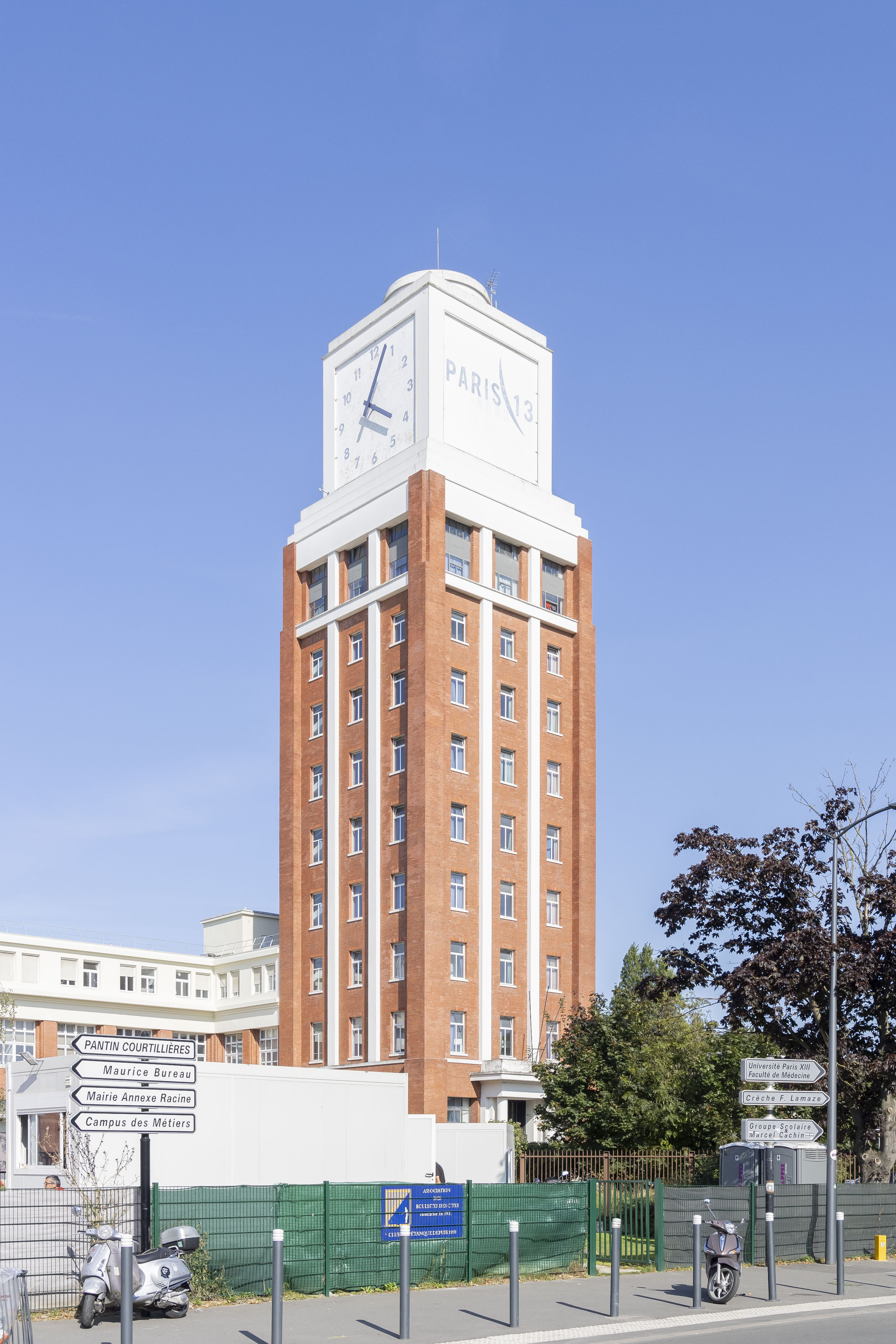
Tour de L'Illustration.

Cette tour de soixante mètres de hauteur, fut édifiée en 1933 par le journal l'Illustration, hebdomadaire qui portait ce nom car fondé sur le principe de la publication d'images diverses et nombreuses afin d'agrémenter son journal de seize pages. Une nouvelle imprimerie ultra-moderne fut alors fondée à Bobigny pour ce journal qui tirait alors à plus de 200 000 exemplaires. Réhabilitée en 2009 par les architectes Robin Giraud et Jean Filhol (Sepra), la tour accueille la résidence étudiante internationale du CROUS de Créteil, comprenant 57 chambres pour étudiants et chercheurs. En 1998, Paul Chemetov et Borja Huidobro ont signé, pour leur part, la réhabilitation de l'IUT de Bobigny et la faculté de médecine, situés sur le site de la Tour. Un grand gymnase et un mur d'escalade y sont implantés.

#### Autres lieux et monuments
- Préfecture

Ce centre administratif a été construit entre 1965 et 1971 par les architectes Jacques Binoux et Michel Folliasson. La salle des mariages a été revisitée par l'artiste pop Hervé di Rosa.
- Cité HLM de Paul-Éluard.

Cette cité est connue pour son architecture originale[évasif].

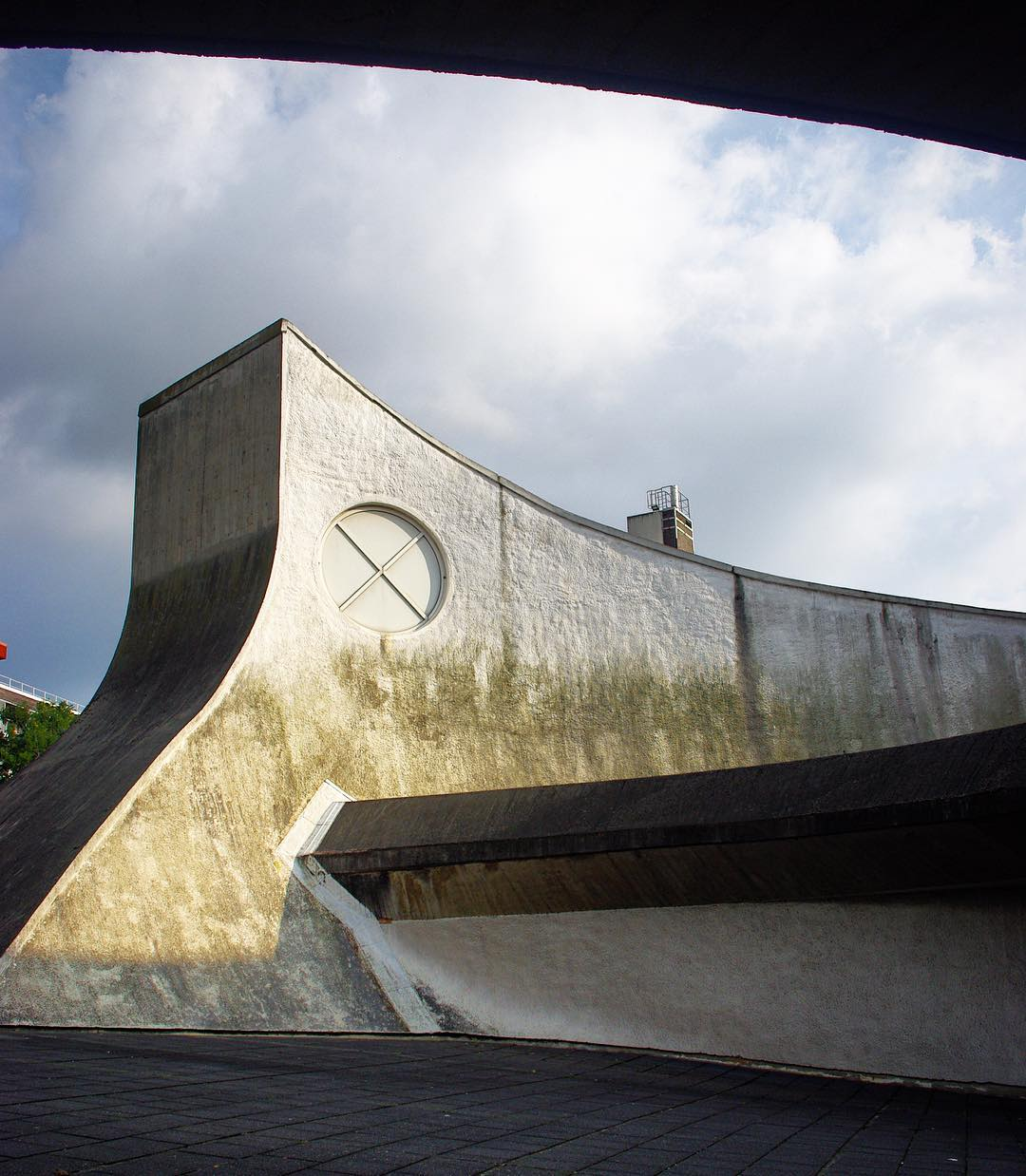
Bourse du travail de Bobigny.

- Bourse Départementale du Travail de la Seine-Saint-Denis.

Elle fut inaugurée le 2 mai 1978. Elle est l'œuvre de l'architecte brésilien Oscar Niemeyer, auteur des plans de la ville de Brasilia,.
- La ville abrite un médaillon de Lénine (sur la façade du conservatoire municipal Jean-Wiener, place de la Libération), unique effigie sur un bâtiment public à la gloire du célèbre révolutionnaire russe en France.
- Le cimetière communal de Bobigny se trouve boulevard Maurice-Thorez[88].

### Patrimoine naturel
Le parc départemental de la Bergère a été aménagé sur la rive nord du canal de l'Ourcq. Vallonné avec de nombreux chemins, sa flore est constituée de petits boisements et de massifs d'arbustes tels le sorbier des oiseleurs, dont les baies rouge sont très apprécies des oiseaux frugivores.

### Infrastructures culturelles

#### MC 93

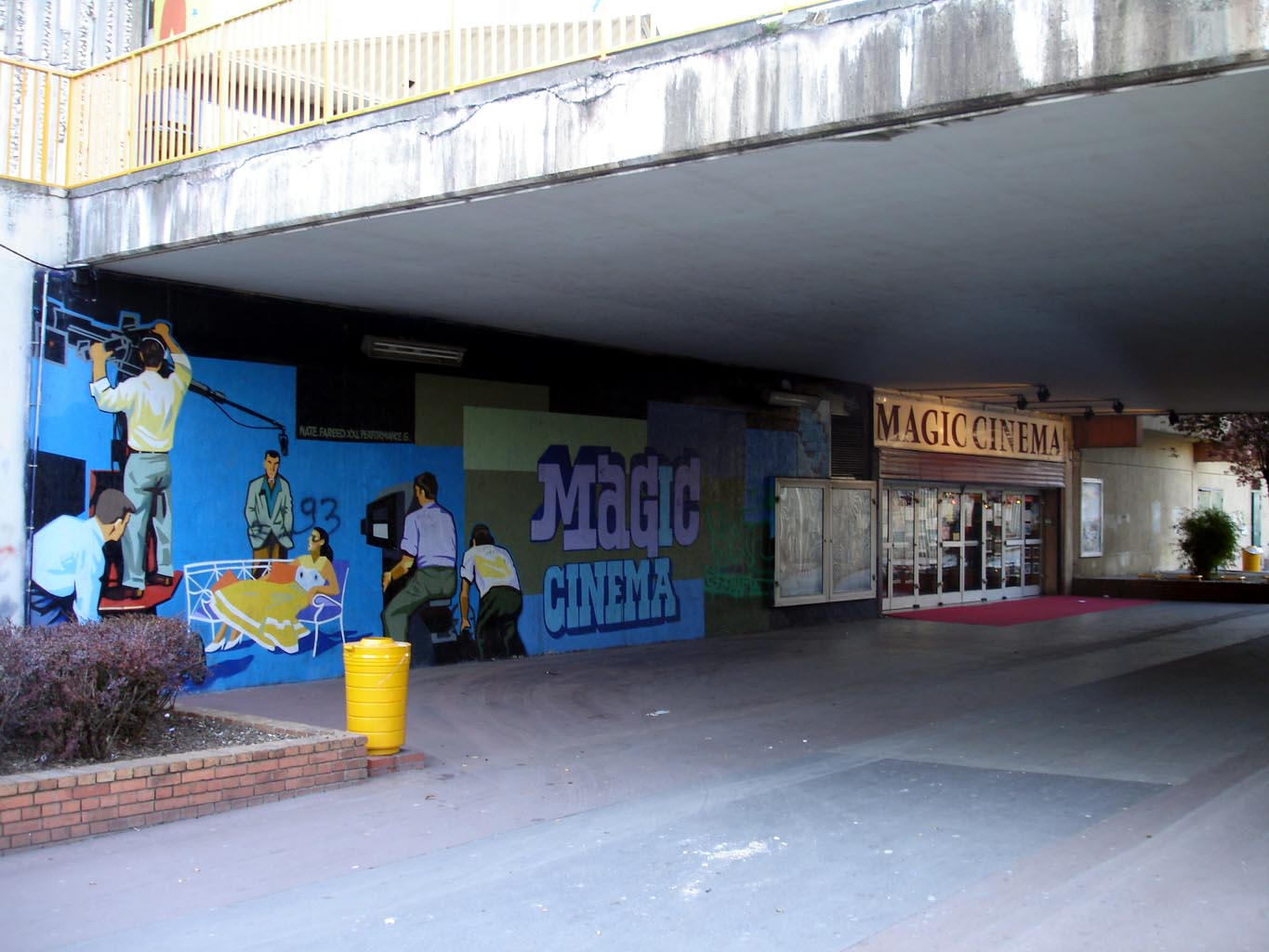
Magic Cinema.

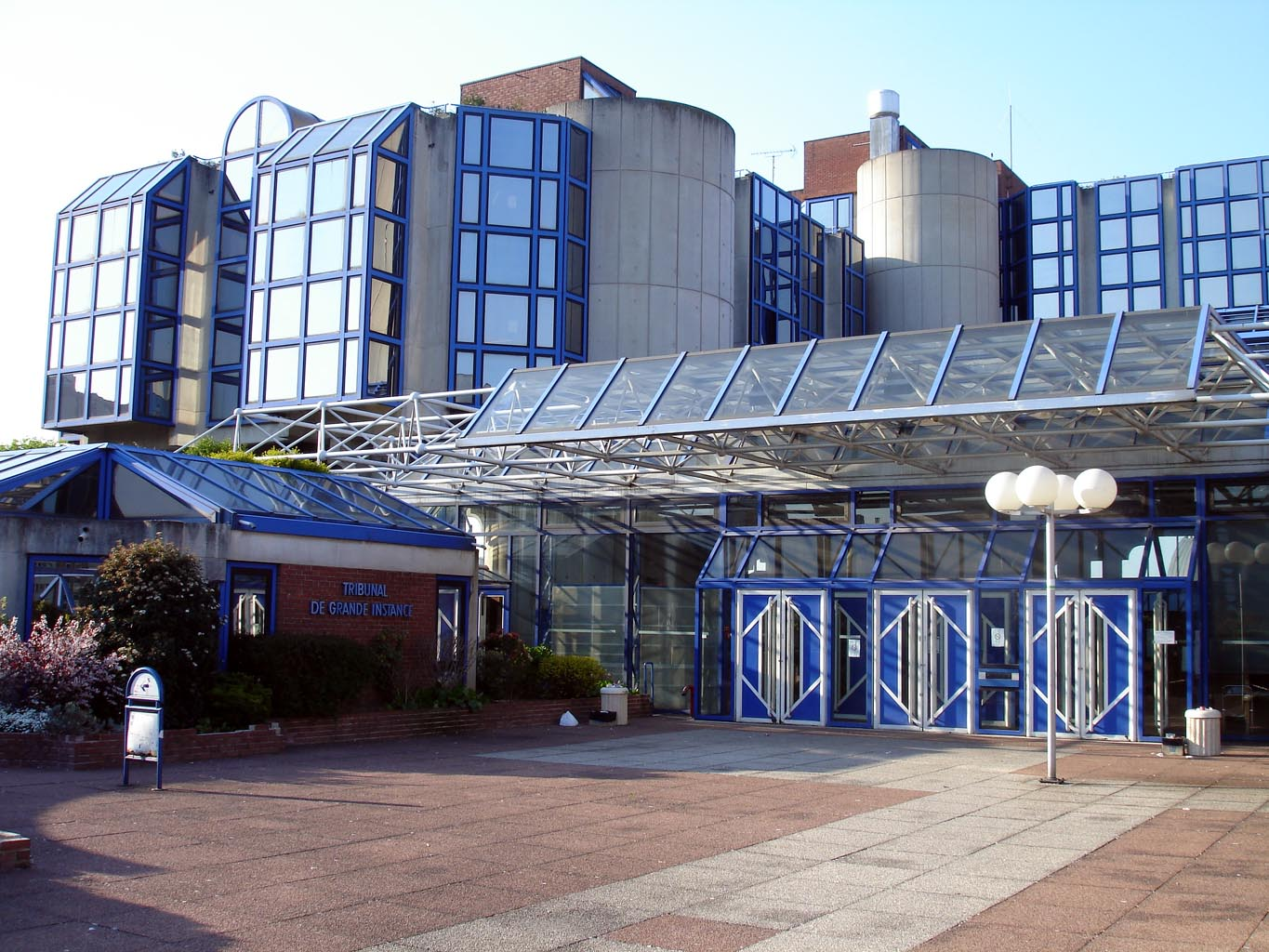
Entrée du tribunal judiciaire.

Le théâtre MC93 Bobigny a depuis une vingtaine d'années une programmation variée dans le domaine du théâtre contemporain et de la danse contemporaine. Des metteurs en scène de réputation mondiale, Peter Sellars, Peter Stein, Christoph Marthaler, Frank Castorf, Fiona Shaw, s'y produisent à chaque saison.
Il accueille également des spectacles lors des Rencontres chorégraphiques internationales de Seine-Saint-Denis.

#### Magic Cinéma
Le Magic Cinéma est un cinéma de proximité, classé art et essai, recherche, patrimoine et jeune public.
- Il organise chaque année en mars le festival Théâtres au cinéma autour de réalisateurs et metteur en scène (Fassbinder, Jean Genet, Patrice Chéreau, Glauber Rocha, Robert Kramer, Marguerite Duras, Jean Cocteau…) ;
- Il organise également chaque année en octobre le festival Résonances, rencontres du cinéma citoyen qui traitent de l'engagement citoyen et de sujets variés liés à l'international (Des rétrospectives autour de Bruno Muel et des groupes medvedkine, de Paul Meyer, de René Vautier ont été présentées, notamment) ;
- C'est également un lieu consacré à l'éducation à l'image qui travaille en direction des publics scolaires.

### Personnalités liées à la ville

#### Personnalités dans l'éducation
- Audrey Chenu, a enseigné à l'école Marie-Curie pendant 8 ans.

#### Personnalités politiques
- Fouad Ben Ahmed, militant associatif, conseiller municipal élu en 2020
- Blanche Coureuil (1913-2006), résistante, déportée puis élue communiste de Bobigny, décédée à Bobigny en 2006
- Jean-Claude Gayssot (1944), ancien député de la circonscription, ministre du gouvernement Jospin, est conseiller municipal de Bobigny de 1977 à 1995
- André Mercier (1901-1970), homme politique, député communiste de la Seine puis de l'Oise, décédé à Bobigny en 1970
- Mohamed Saïl (1894-1953), anarchiste et volontaire international pendant la guerre d'Espagne, décédé en 1953 à Bobigny
- Moustapha Tlass (1932-2017), homme politique syrien, décédé à Bobigny en 2017
- Georges Valbon (1924-2009), homme politique, maire de la ville de 1965 à 1995, premier président du conseil général de Seine-Saint-Denis (1967-1982, 1985-1993), PDG de Charbonnages de France

#### Personnalités culturelles
- Lotte Schöne (1891-1977), cantatrice, décédée à Bobigny en 1977.

- Albert Uderzo (1927-2020), auteur de bande dessinée français, éditeur et homme d'affaires, s'installe en 1958 à Bobigny, où il crée en 1959 avec René Goscinny le personnage de bande dessinée Astérix[89].

- Jacques Brel (1929-1978), auteur-compositeur-interprète, poète, acteur et réalisateur belge, mort à l'hôpital Avicenne.

- Guy Chaty (1934-2020), écrivain, poète et chercheur en informatique, né à Bobigny en 1934.

- Roger Coggio (1934-2001),  réalisateur et comédien français, mort à Bobigny.

- Guy Jacques (1958-2016), réalisateur et scénariste français, y est mort.

- Mouss Diouf (1964-2012), acteur sénégalo-français, a grandi à la cité Karl-Marx de Bobigny[90]. Une rue porte son nom dans le nouveau cœur de ville[91].

- Tonton David (1967-2021),  chanteur français de reggae et de ragga/dancehall, y a habité[92].

- DJ Seeq (1970), DJ et compositeur, y est né.

- Ménélik (1970),  rappeur et producteur audiovisuel français, y a grandi.

- Nathalie Martinez (es) (1973), productrice de cinéma d'animation, y est née.

- Nakk (1976), rappeur français d'origine camerounaise, né à Bobigny en 1976.

- Wallen (1978), chanteuse de RnB et de hip-hop française, a grandi à Bobigny.

- Faïza Guène (1985), romancière et scénariste française, y est née.

- Dadju (1991), auteur, compositeur et interprète, né à Bobigny.

- Kabal, groupe de rap formé en 1993 et originaire de Bobigny

#### Sportifs
- Habib Bellaïd (1986), footballeur, né à Bobigny en 1986
- Marthe Bretelle (1936-1995), athlète, décédée à Bobigny en 1995
- Rebecca Bossavy (1995), handballeuse, née à Bobigny en 1995
- Valentin Courrent, joueur de rugby du FC Grenoble, formé à l'AC Bobigny
- Louis Darques (1896-1984), footballeur international français, décédé à Bobigny en 1984
- Yves Donguy, joueur de rugby, formé à l'AC Bobigny
- Boughéra El Ouafi (1889-1959), marathonien, champion olympique sur marathon en 1924, a vécu et est enterré à Bobigny
- Muriel Hurtis (1979), sprinteuse, championne du monde junior
- Charles Itandje (1982), footballeur, né à Bobigny en 1982 et licencié du club
- Robert Jacquinot (1893-1980), cycliste, vainqueur de 4 étapes du Tour de France, décédé à Bobigny en 1980
- Oudéré Kankarafou (1983), champion du monde du relais 4 x 100 mètres, né à Bobigny en 1983
- Gaël Monfils (1986), joueur de tennis
- Jean-Marc Mormeck (1972), boxeur, grandit à Bobigny
- Steeve Penel (1986), footballeur, né à Bobigny en 1986
- Gaston Rébuffat (1921-1985), alpiniste, décédé à Bobigny en 1985

#### Autre
- Clarisse Serre (1970-), avocate pénaliste et autrice, dont le cabinet est situé près du tribunal[93].
- Jean Dettweiller (1875-1965), membre de la bande à Bonnot, demeure rue de l'Harmonie où il ouvre un garage automobile

### Bobigny en littérature
Le plus célèbre personnage littéraire né à Bobigny n'est autre qu'Astérix. En effet, c'est dans une HLM au 3, rue Rameau, chez Uderzo, que se rencontraient Albert Uderzo et René Goscinny et que « naquit » en 1959 le célèbre gaulois. Une rue de la ville porte d'ailleurs le nom de René Goscinny,.

### Héraldique
| Blason de Bobigny | Blason  | D'or au sautoir de gueules chargé en cœur d'un écusson d'azur à la corbeille emplie de fleurs et de fruits d'argent et sommée de sept épis de blé du même.                                           |
| Blason de Bobigny | Détails | Le village de Bobigny était placé sous le patronage de saint André, symbolisé sur le blason par la croix de saint André (ou sautoir). L'écusson en cœur rappelle la vocation agricole de la commune. |